# Biserica de lemn din Runcșor

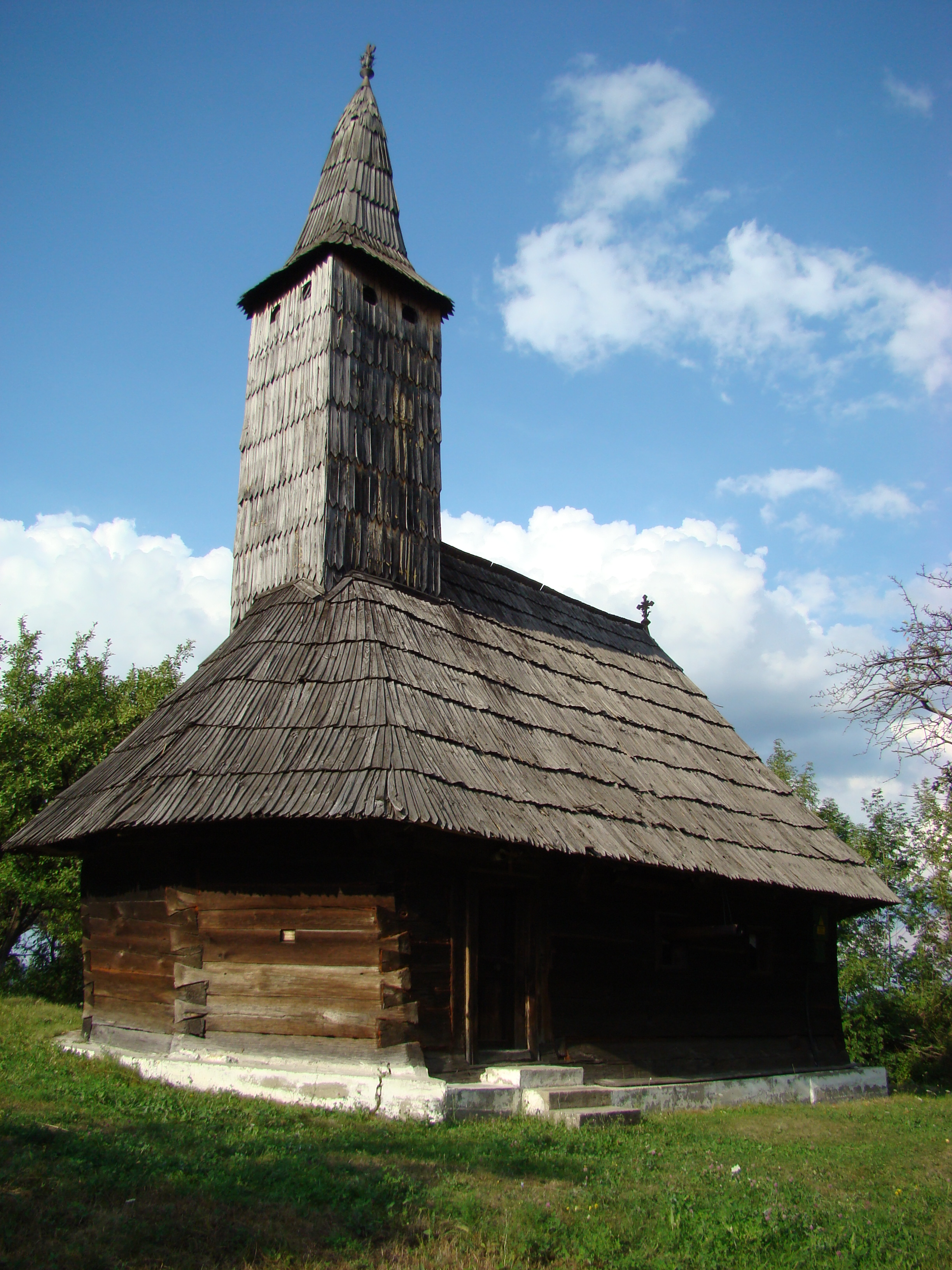
Biserica de lemn „Cuvioasa Paraschiva” din Runcșor, comuna Gurasada, județul Hunedoara, foto: august 2009.

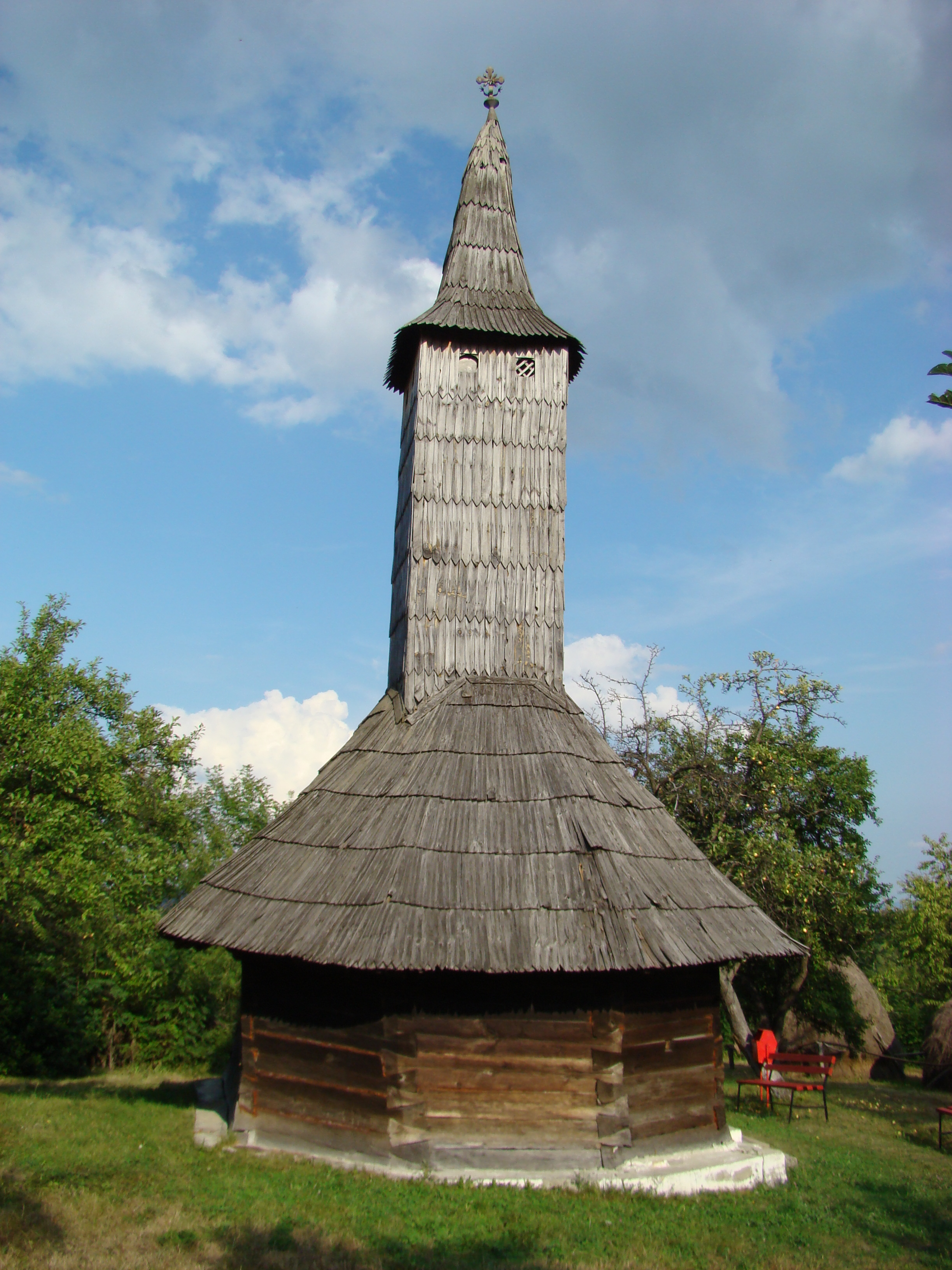

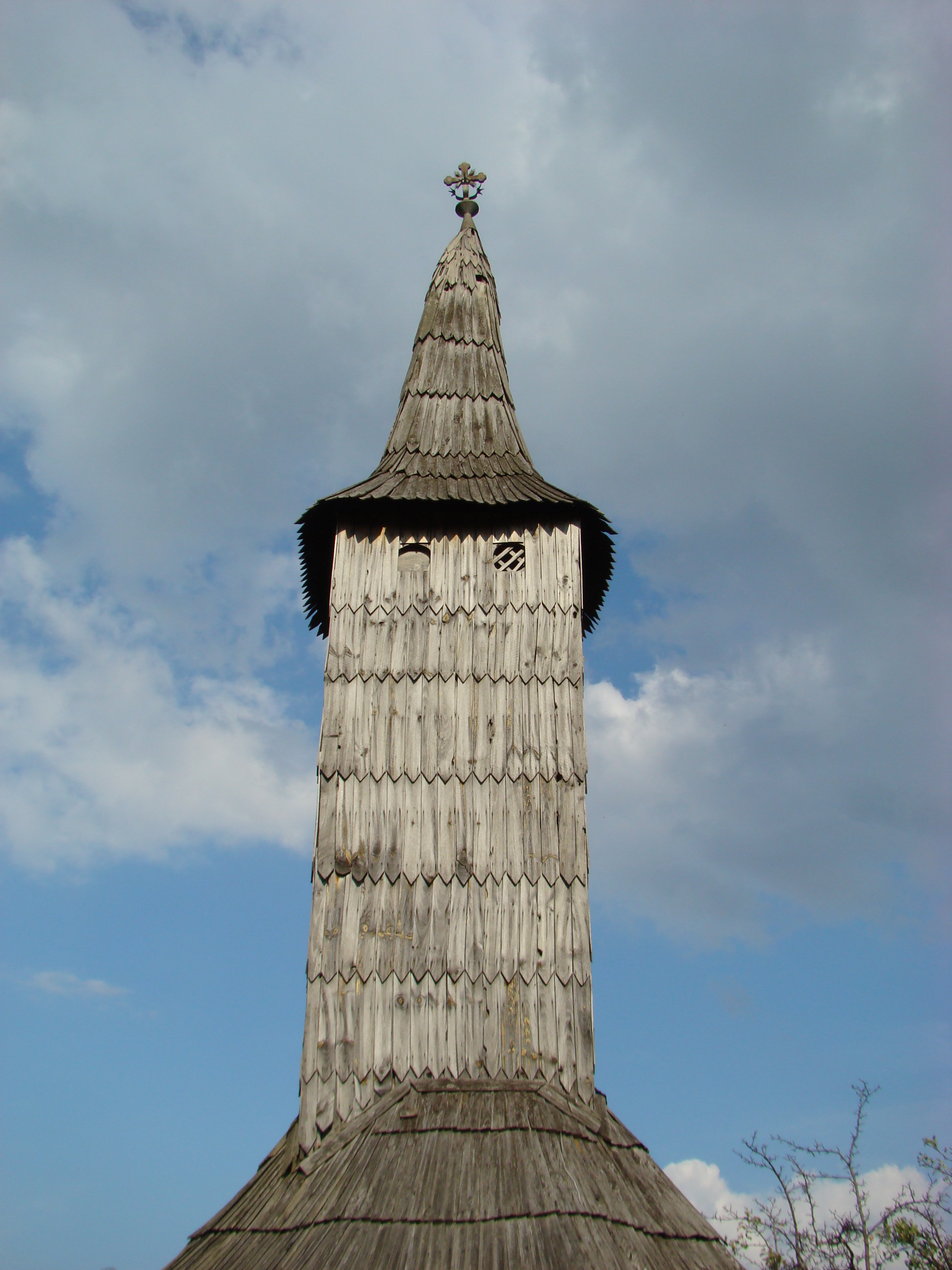

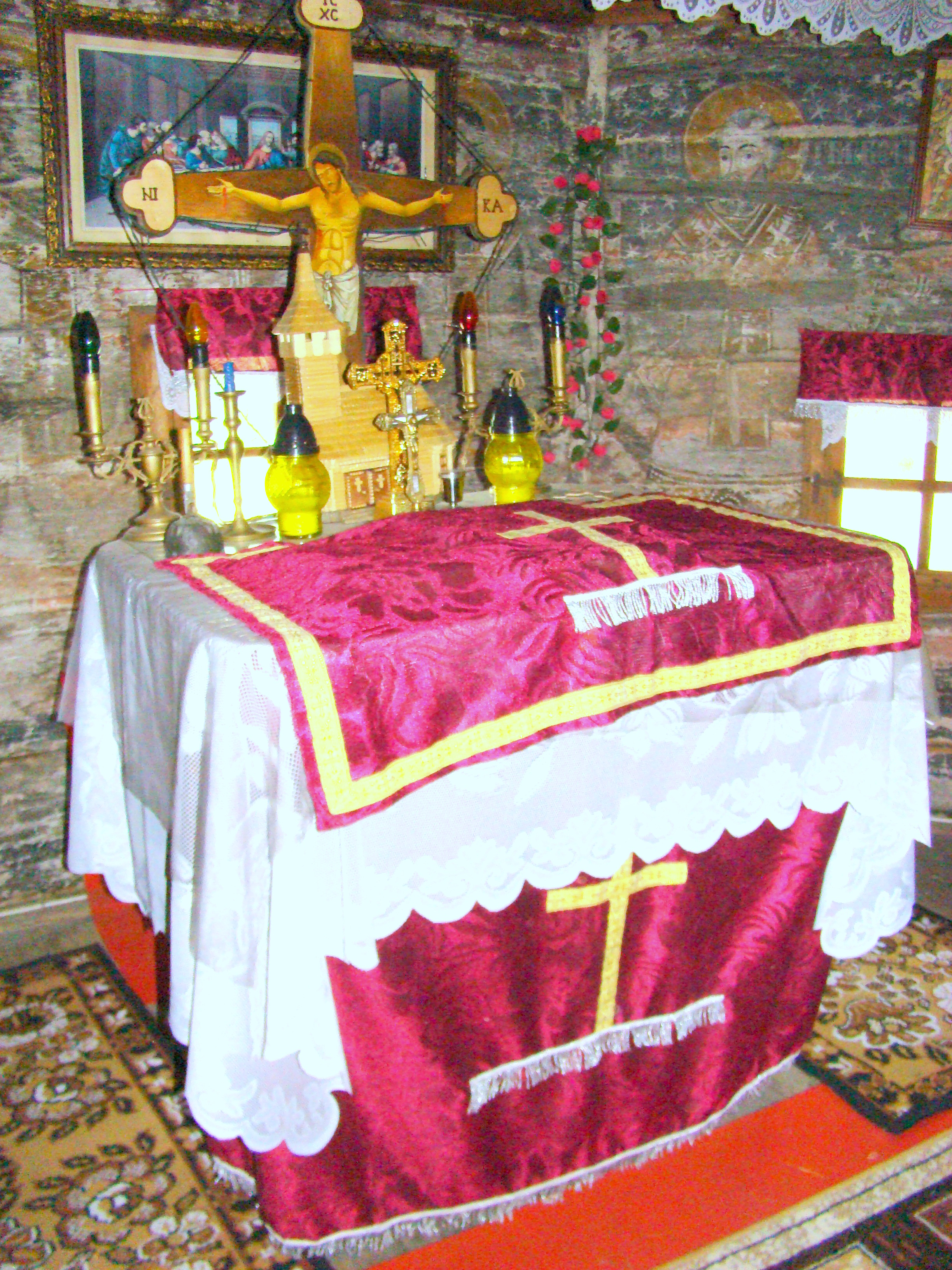

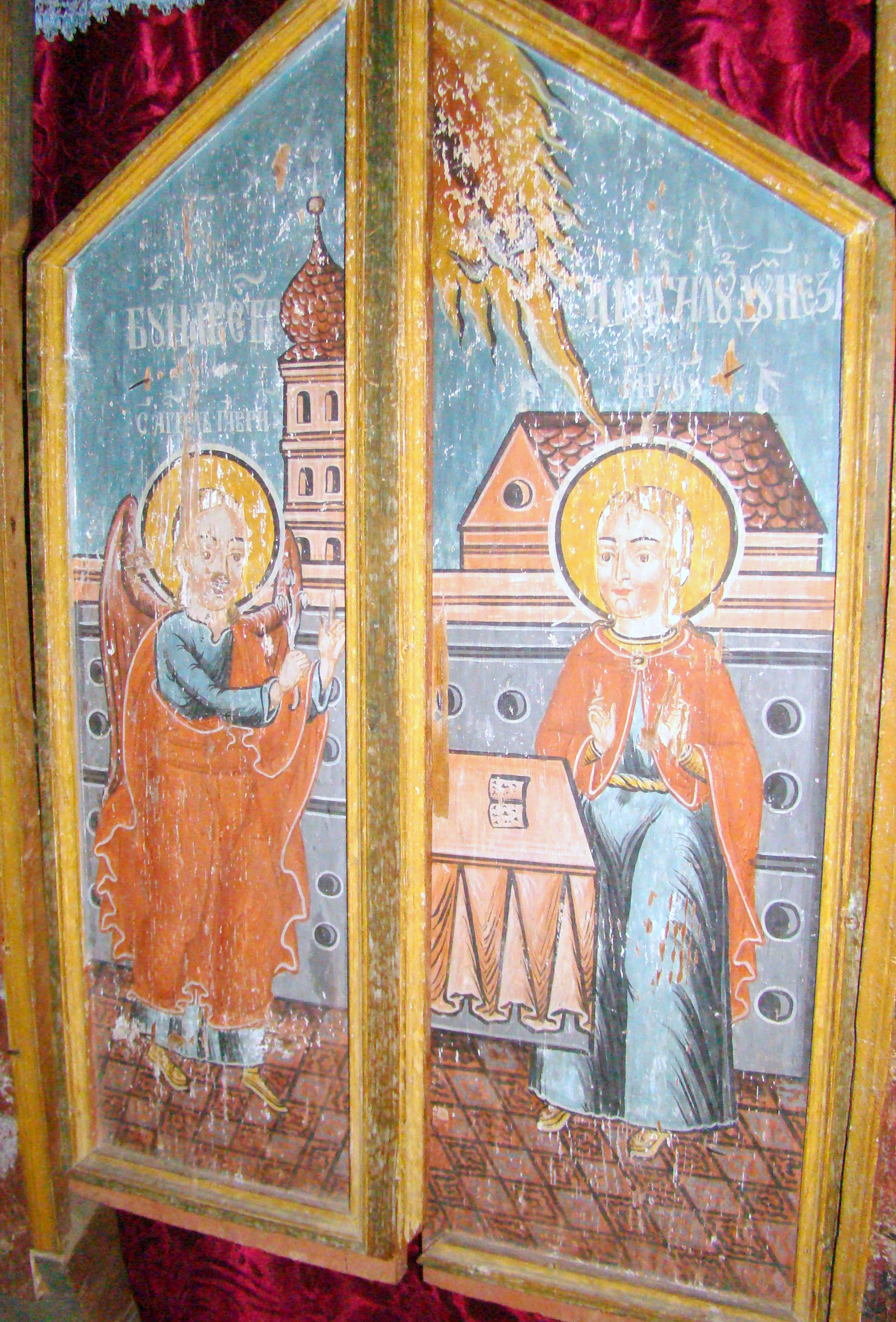

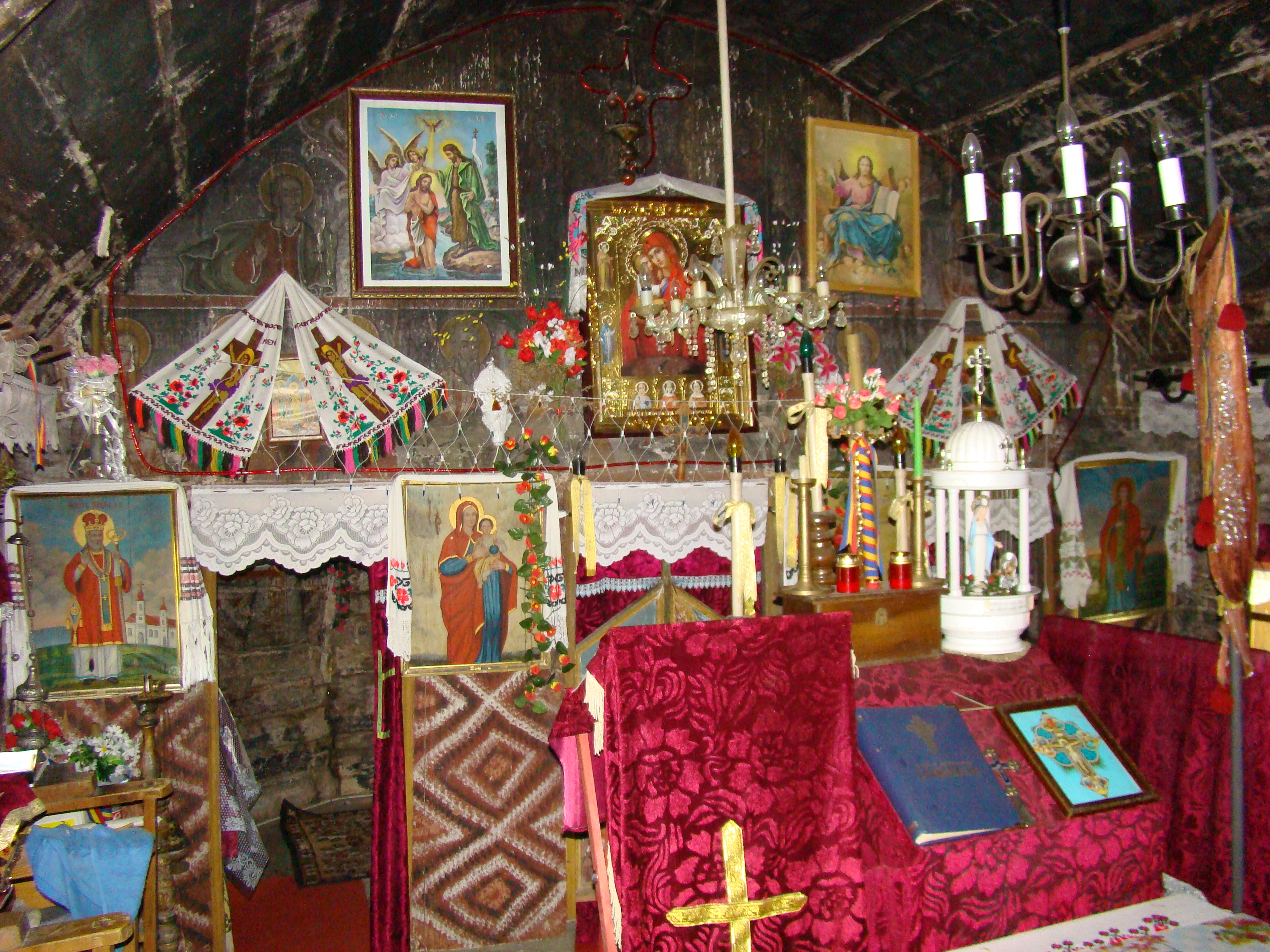

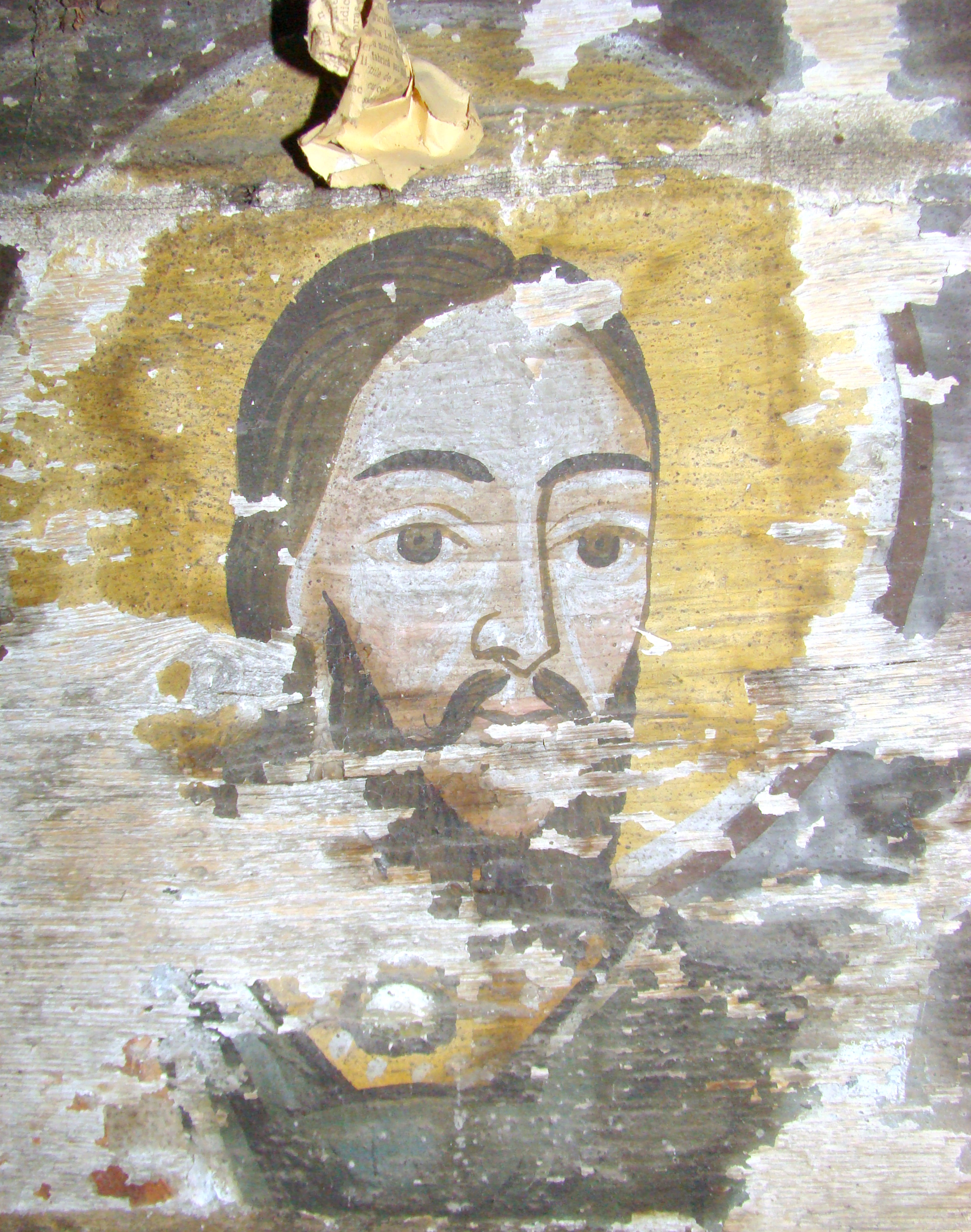

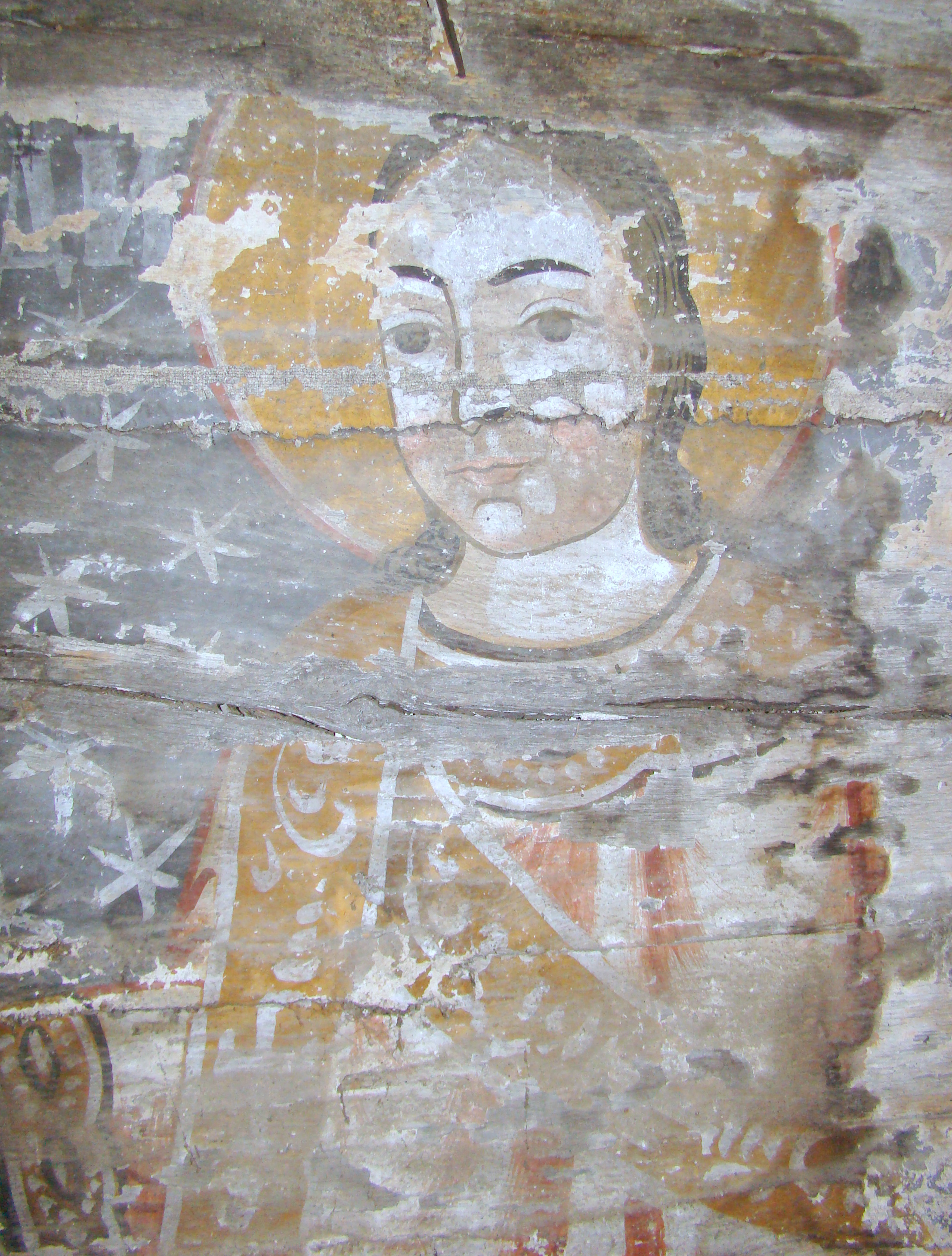

Biserica de lemn din Runcșor, comuna Gurasada, județul Hunedoara a fost ctitorită în secolul XVII. Are hramul „Sf.Cuvioasă Paraschiva” (14 octombrie). Figurează pe lista monumentelor istorice, cod LMI HD-II-m-A-03438.

## Istoric și trăsături
În crângul Troaș din satul Runcșor dăinuie, din secolul al XVII-lea, un valoros lăcaș de cult, înscris pe lista monumentelor istorice românești (HD-II-m-A-03438), cu hramul „Cuvioasa Parascheva”. În preajma anului 1765, dată la care se primea un nou antimis, biserica a fost supusă unei ample renovări, căreia i se datorează adosarea clopotniței actuale și pictarea integrală a interiorului de „popa Ioan din Deva, 176(?)”, pisanie fragmentară, păstrată pe peretele nordic al absidei. Icoanele împărătești, datorate aceluiași pictor, sunt păstrate, actualmente, la depozitul de artă veche al Protopopiatului Ortodox Orăștie. 
În anul 1884 întreg registrul tâmplei a fost înlocuit cu icoane picate de zugravul Gheorghe din Nandru, după cum atestă inscripția uneia dintre ele: „Aceasta, împreună cu alte trei sfinte icoane, s-au făcut la anul 1884, pentru sfânta biserică din Runcșor, zugrăvite de Giorgiu de Nandra pictor”. 
Înfățișând același plan arhaic, anume un dreptunghi cu terminațiile nedecroșate ale altarului și ale pronaosului poligonale cu trei laturi, edificiul este prevăzut cu un turn simplu, cu ochiuri pătrate, supraînălțat printr-un coif piramidal zvelt (modificat in secolul al XIX-lea), îmbrăcat în șiță; aceeași învelitoare, reînnoită în anii 1935, 1958, 1982 și 2000, se păstrează și la acoperișul propriu-zis. Accesul în interiorul bisericii se face printr-o ușă scundă, amplasată pe latura sudică a pronaosului. Lăcașul este semnalat explicit de conscripțiile anilor 1761, 1762, 1805 și 1829-1831, precum și de harta iosefină a Transilvaniei (1769-1773); recensământul ecleziastic din 1733 omite localitatea, iar în tabelele celui din 1750 este înregistrată, în dreptul satelor Vica și Runcșor, o singură biserică.

## Imagini din exterior

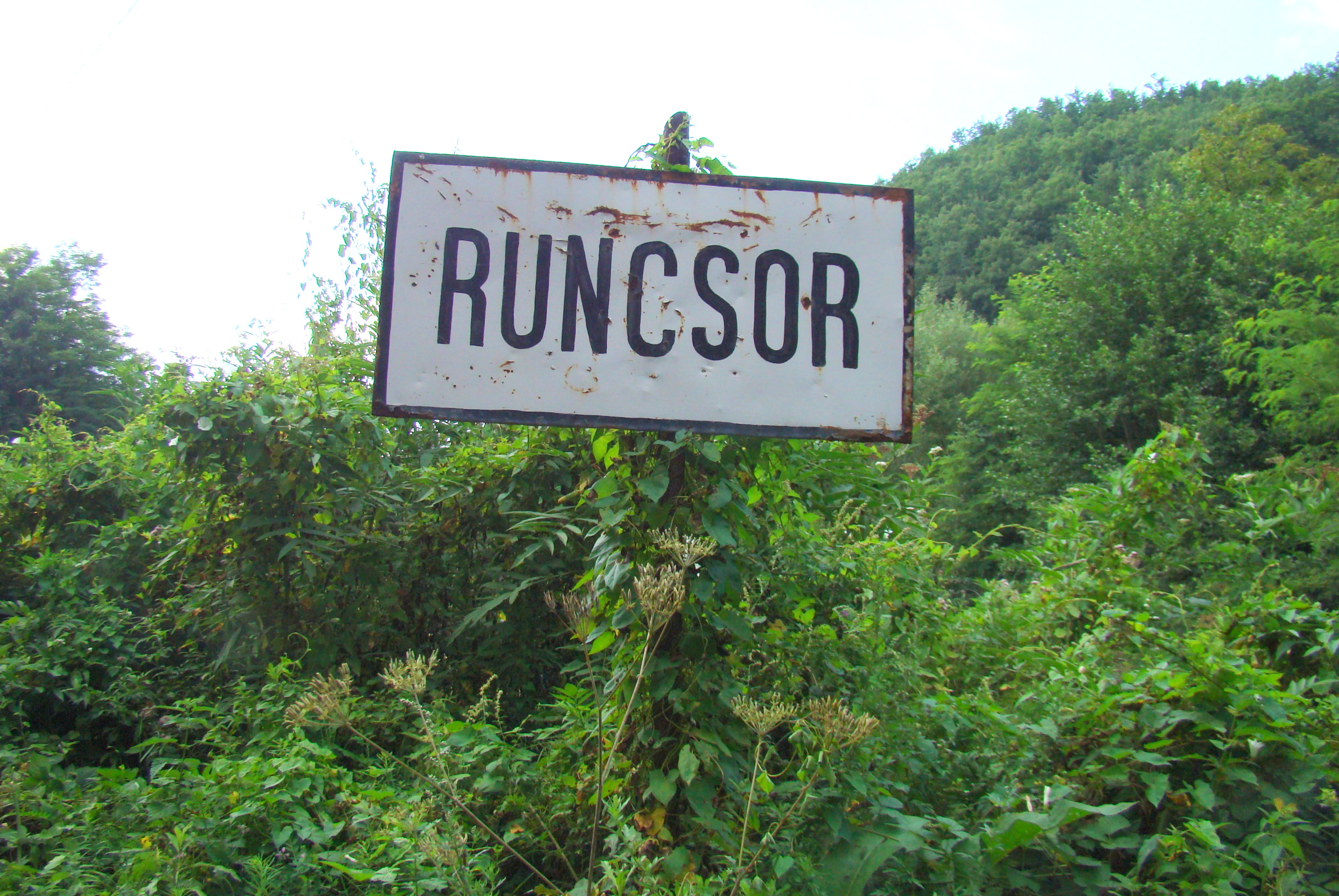
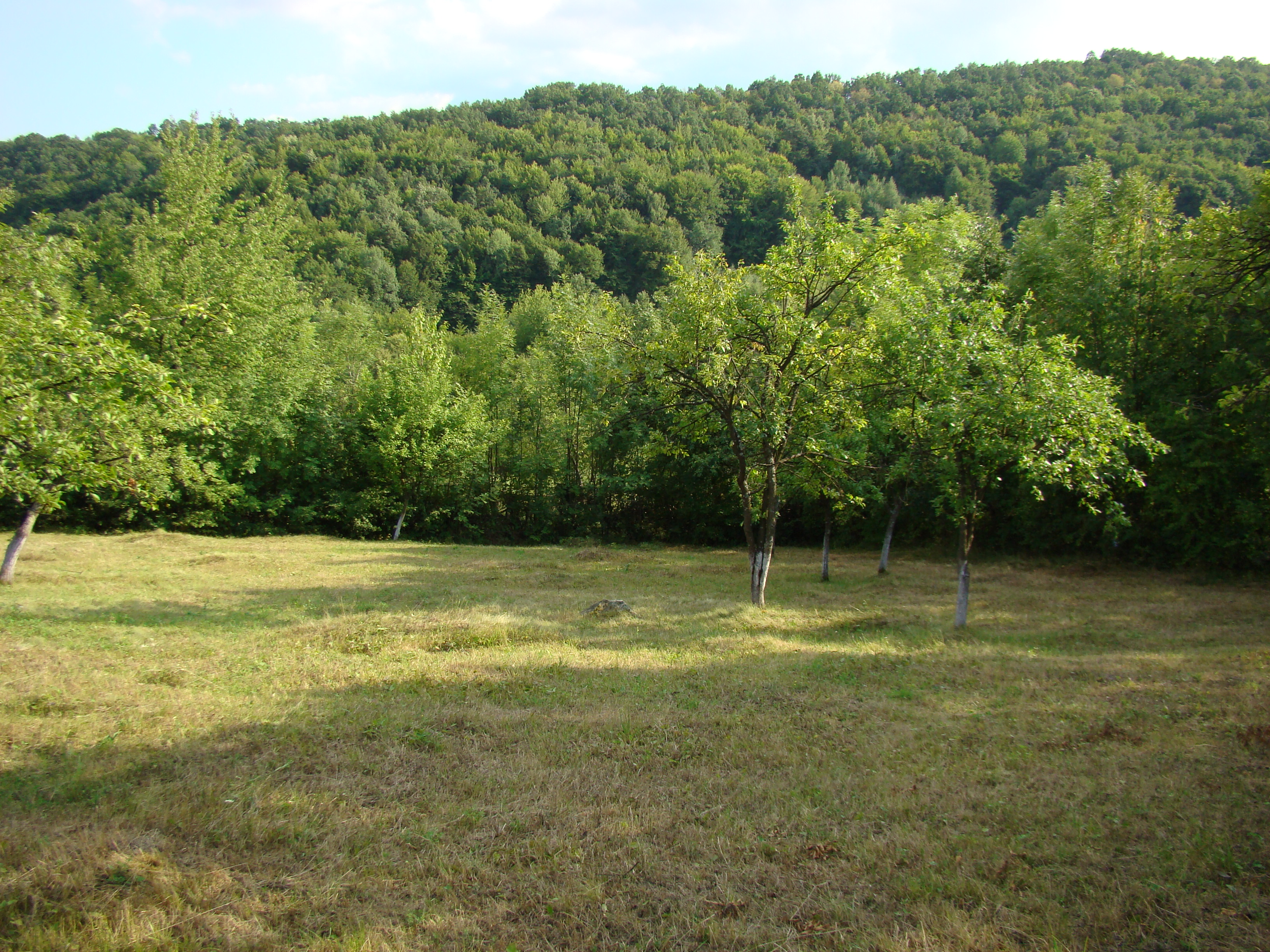
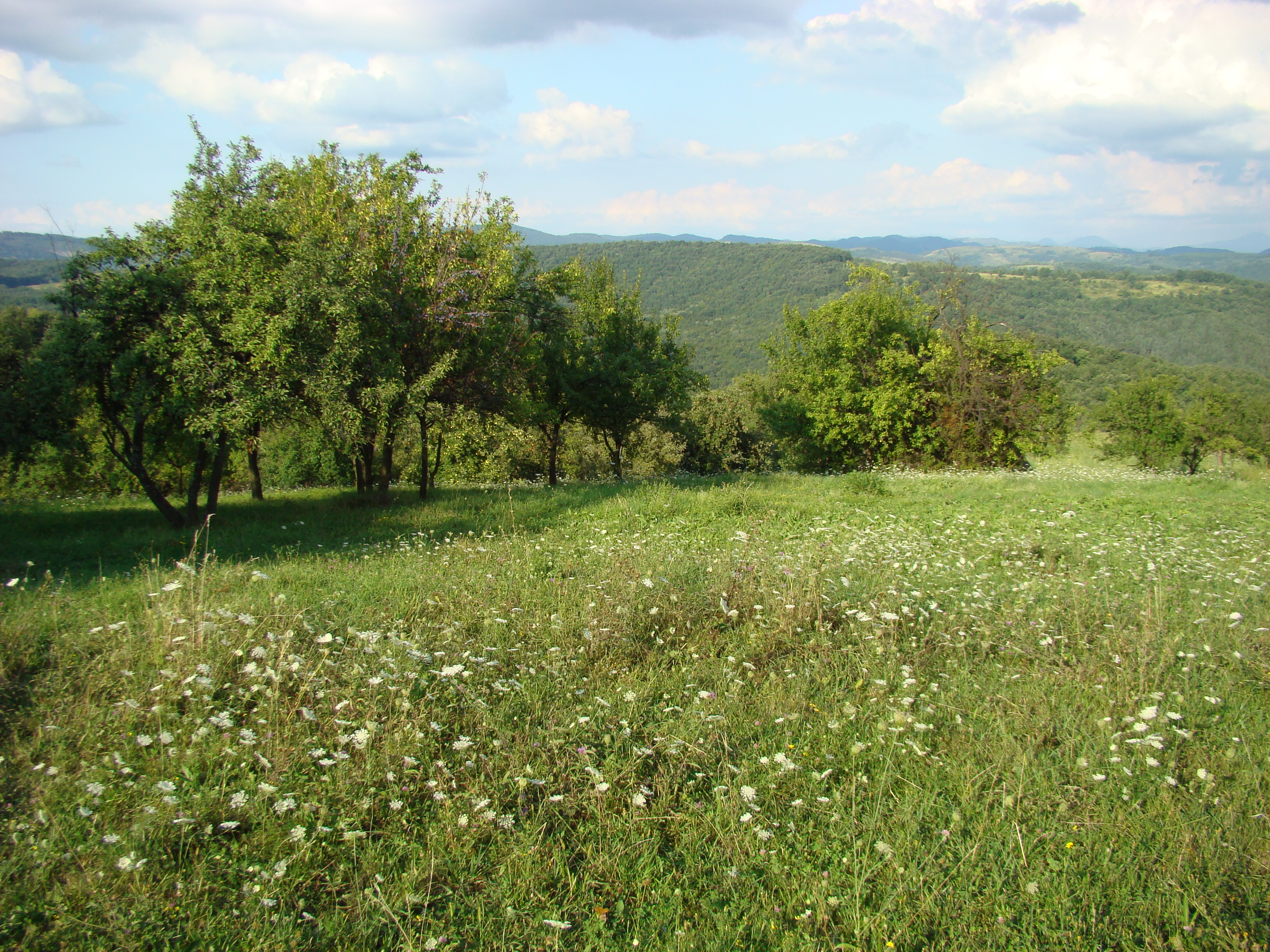
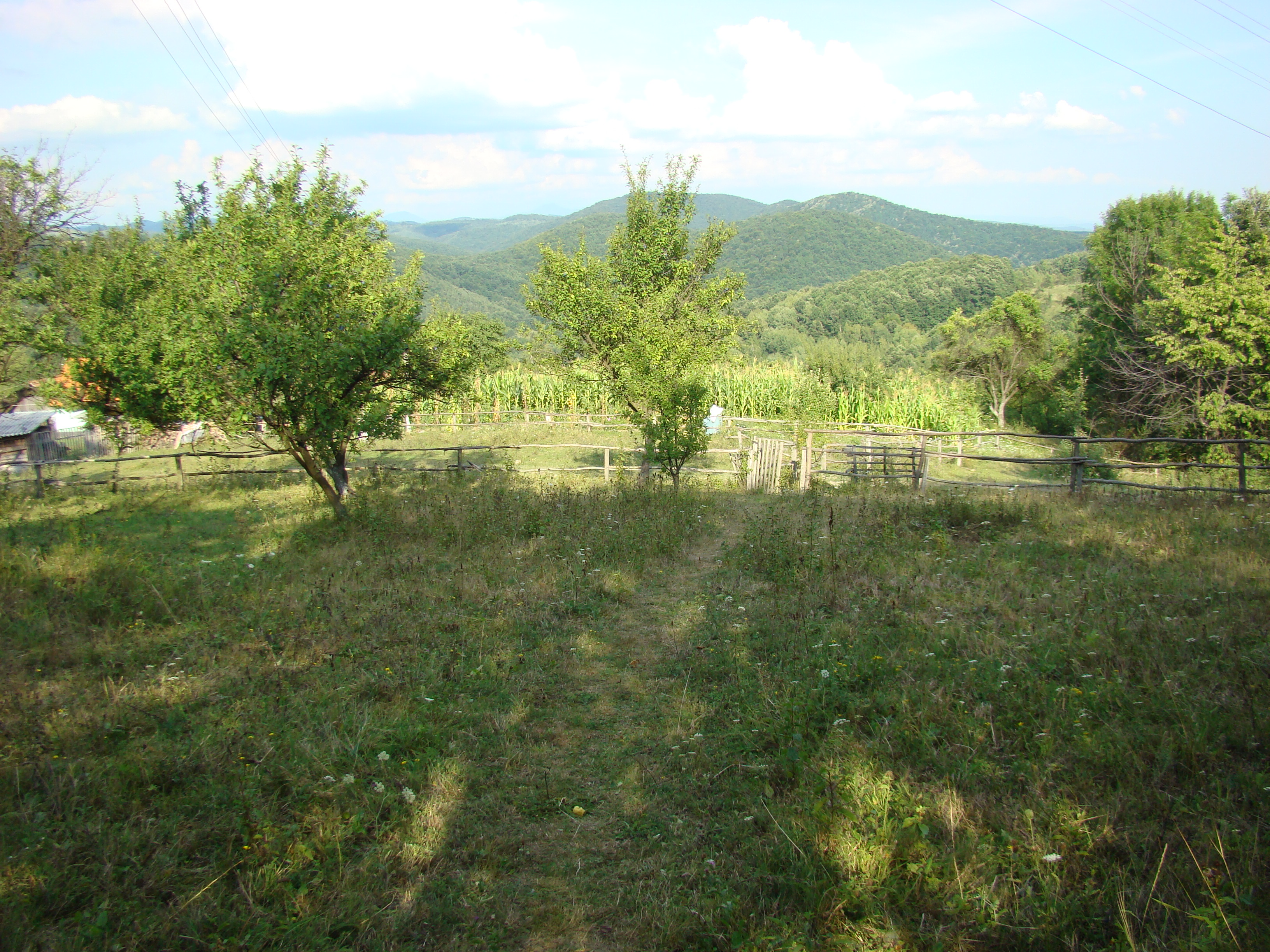
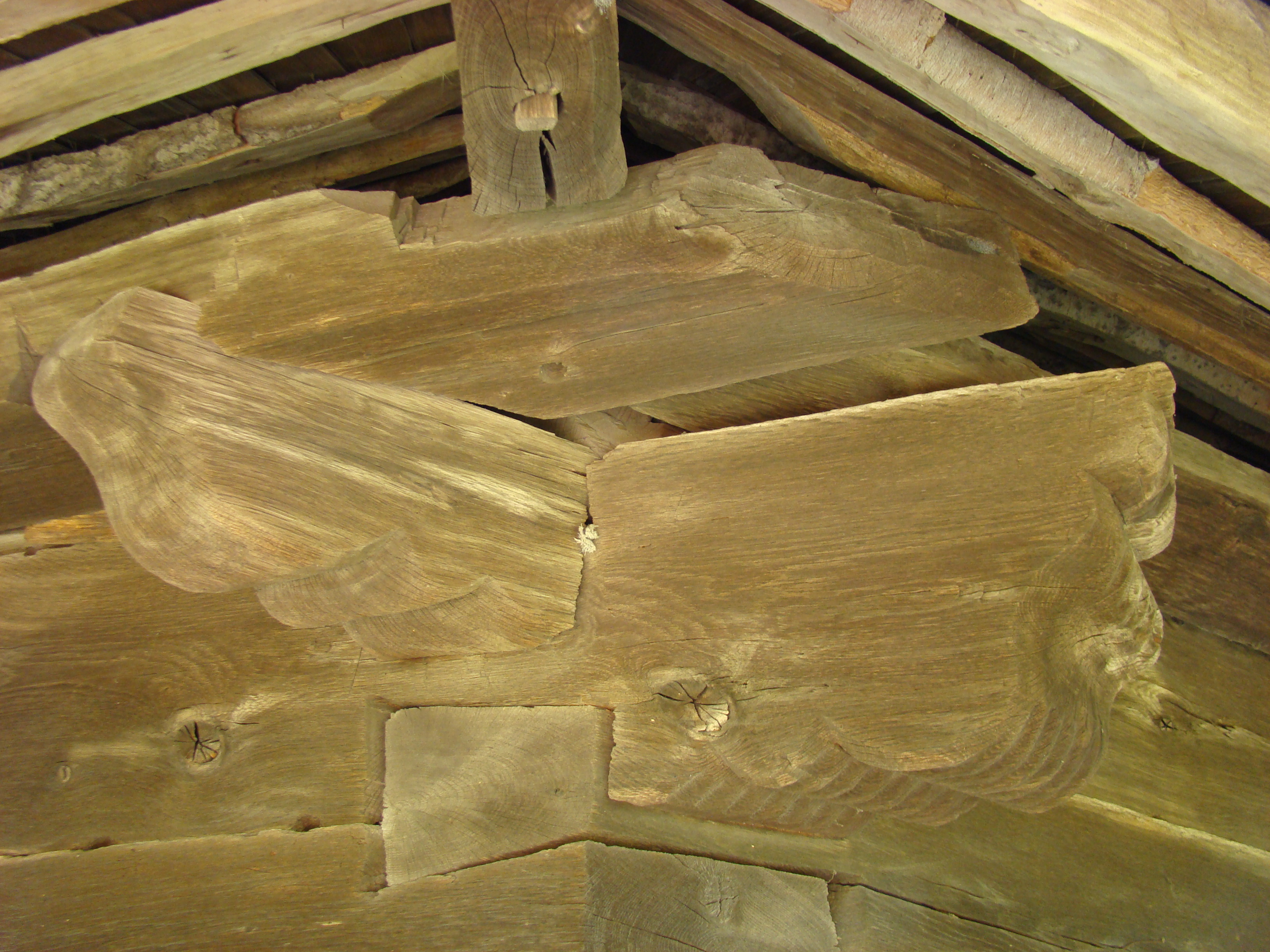
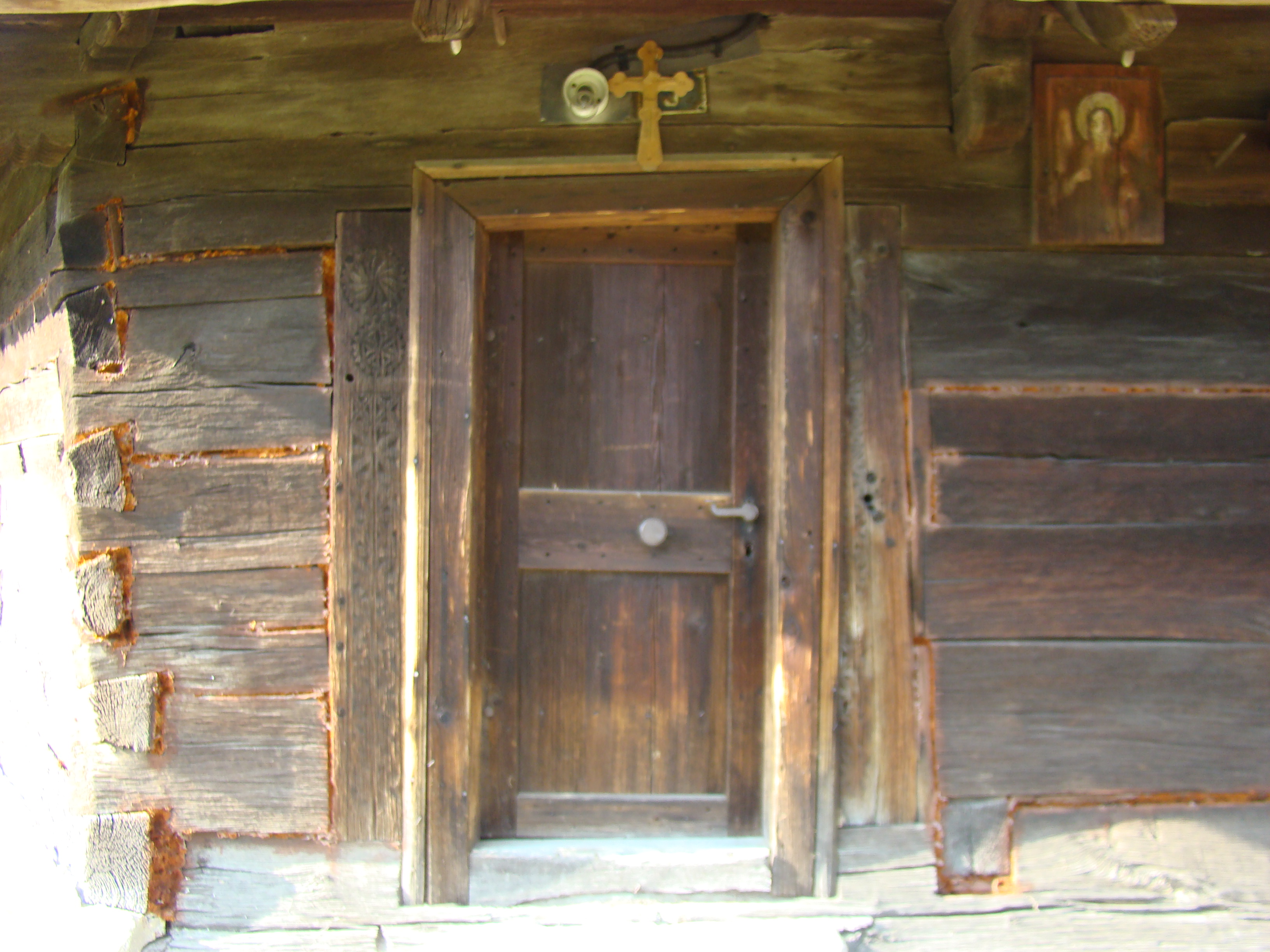
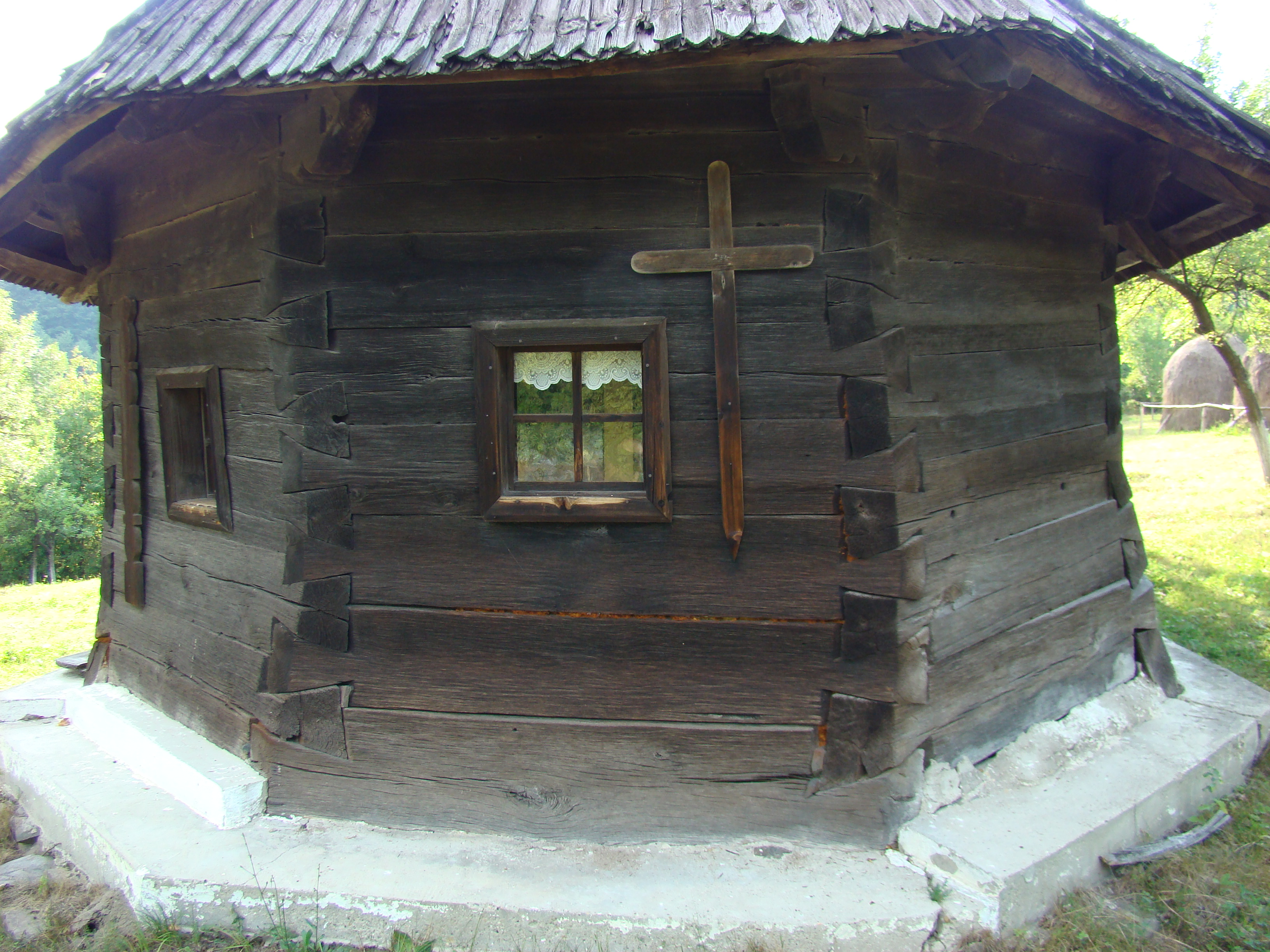
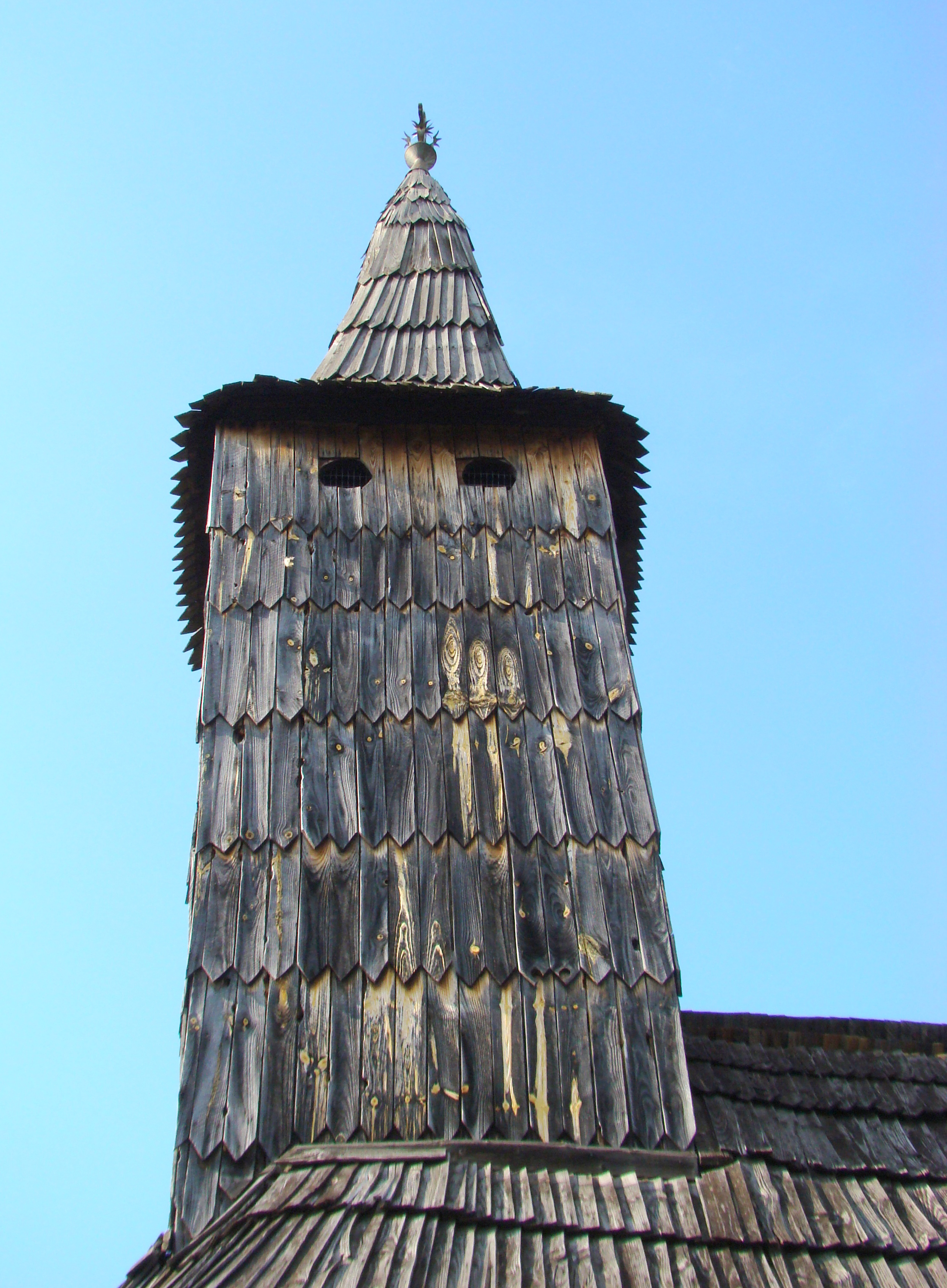
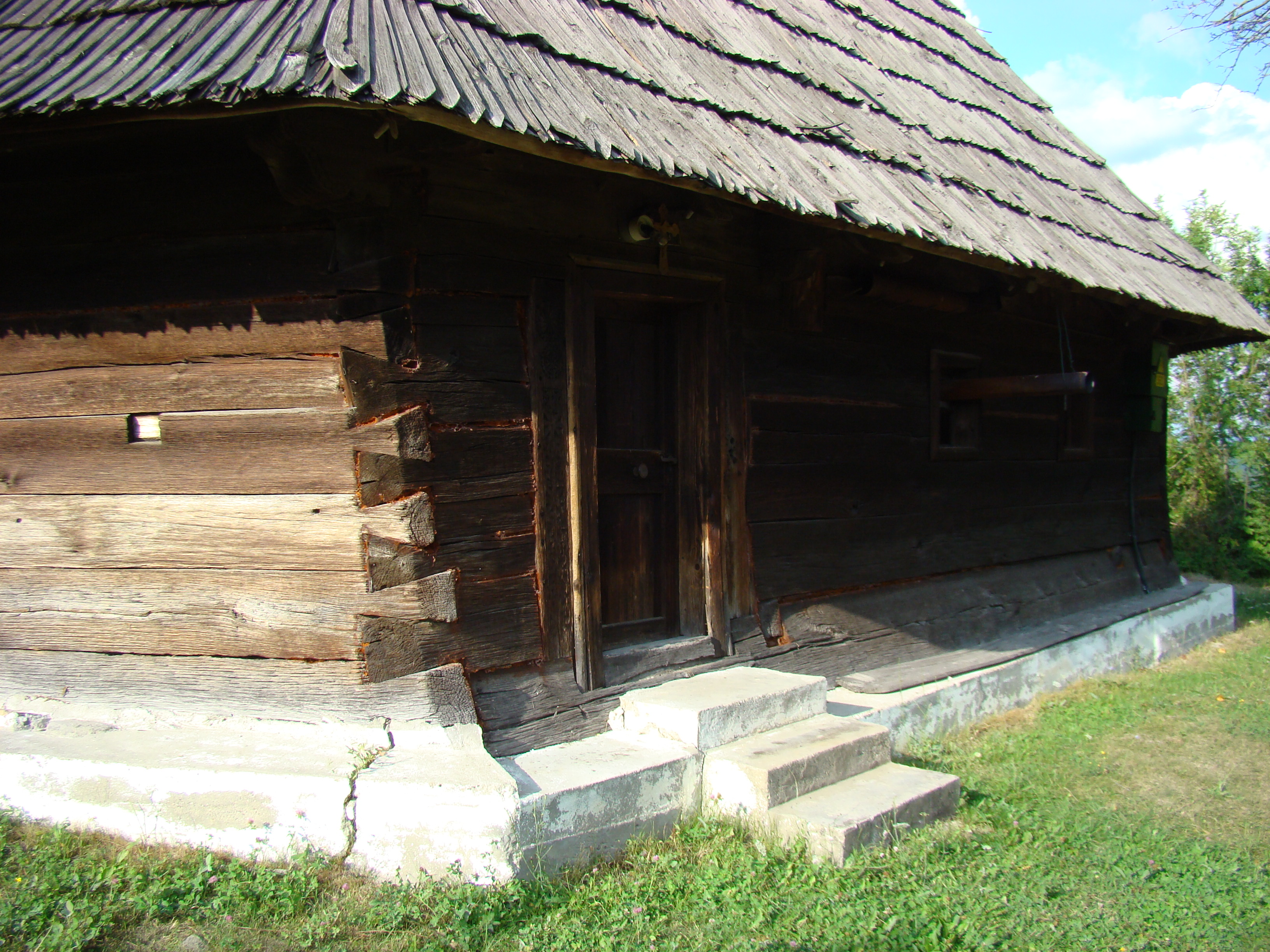
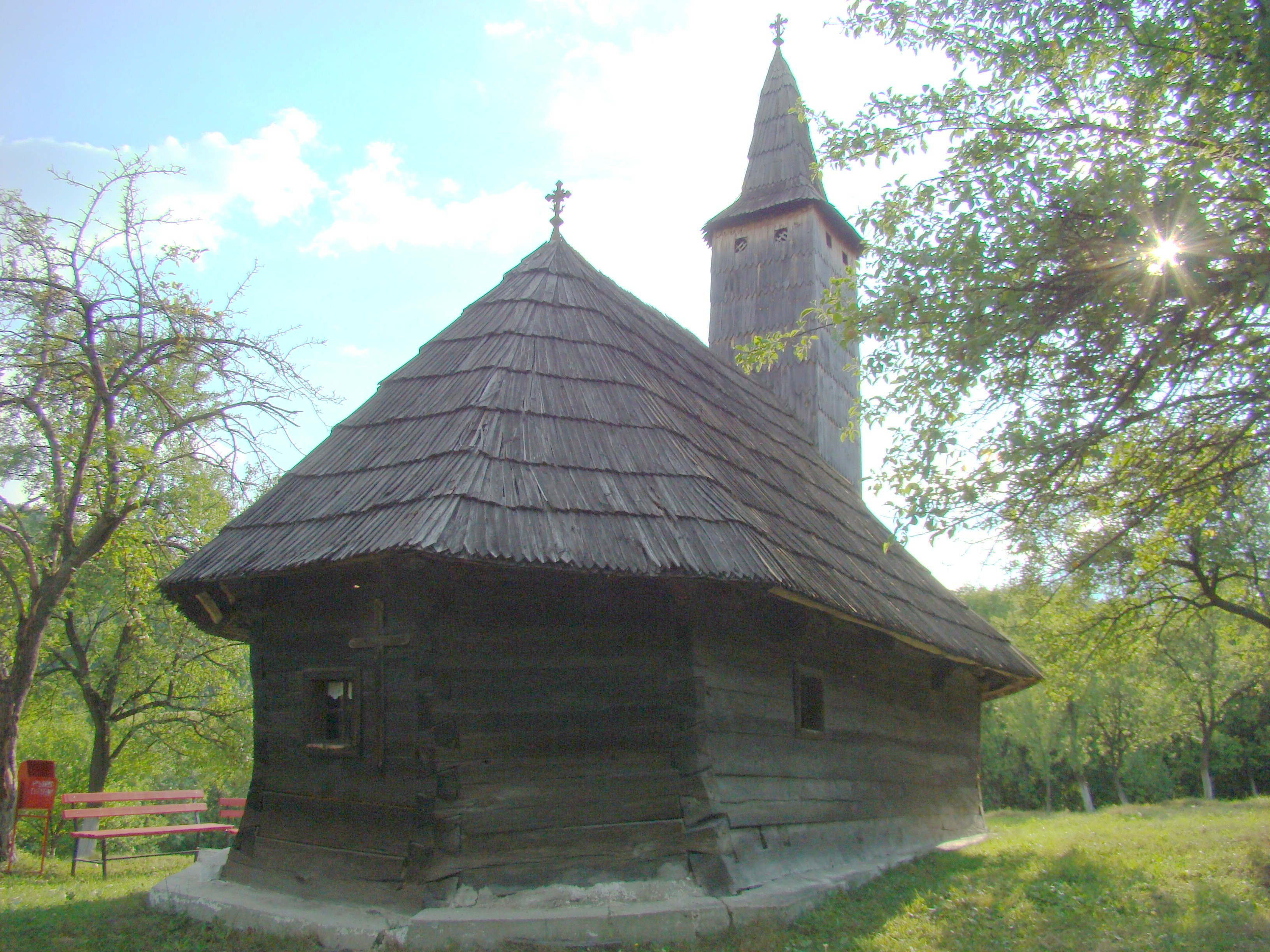
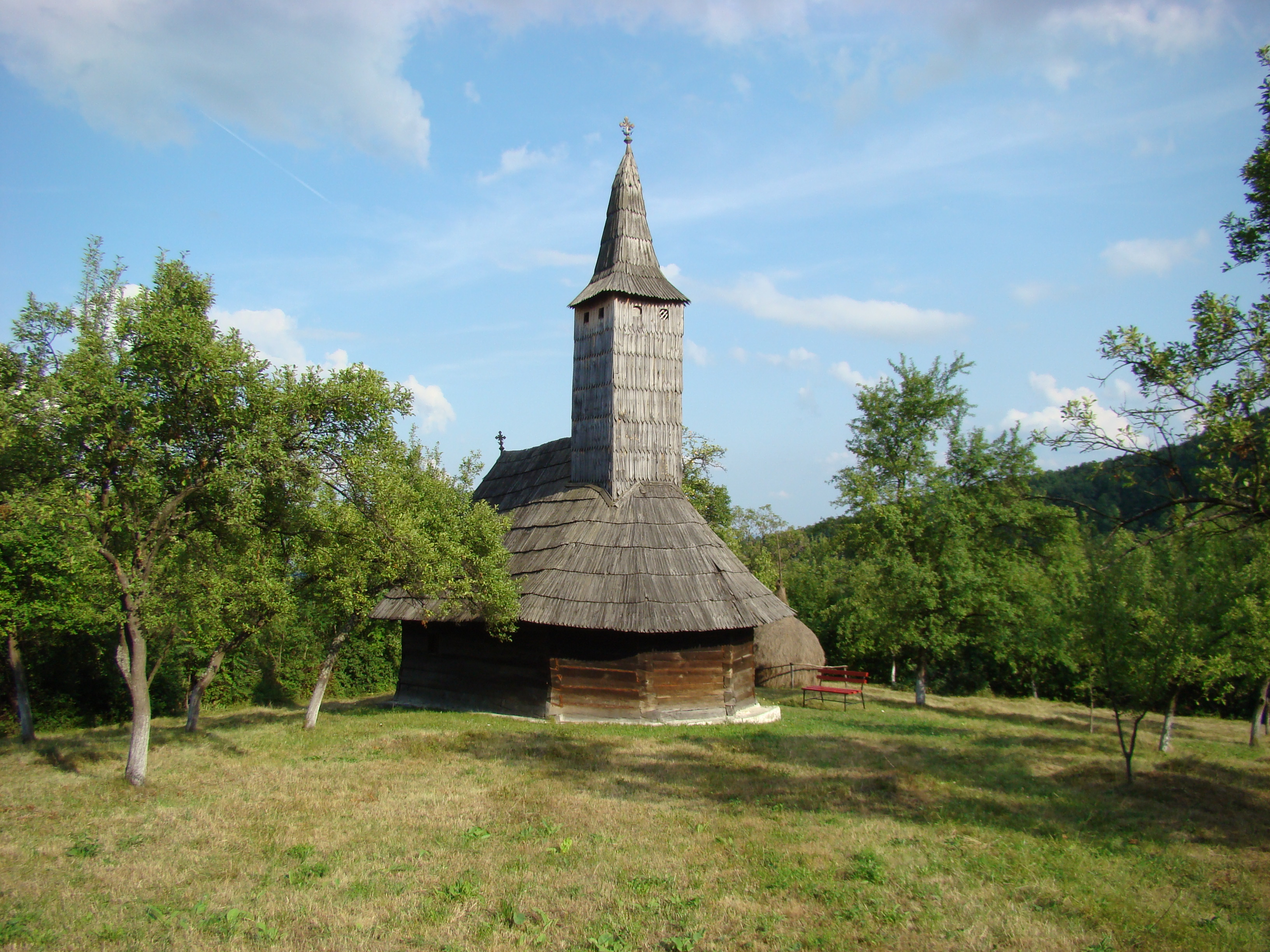
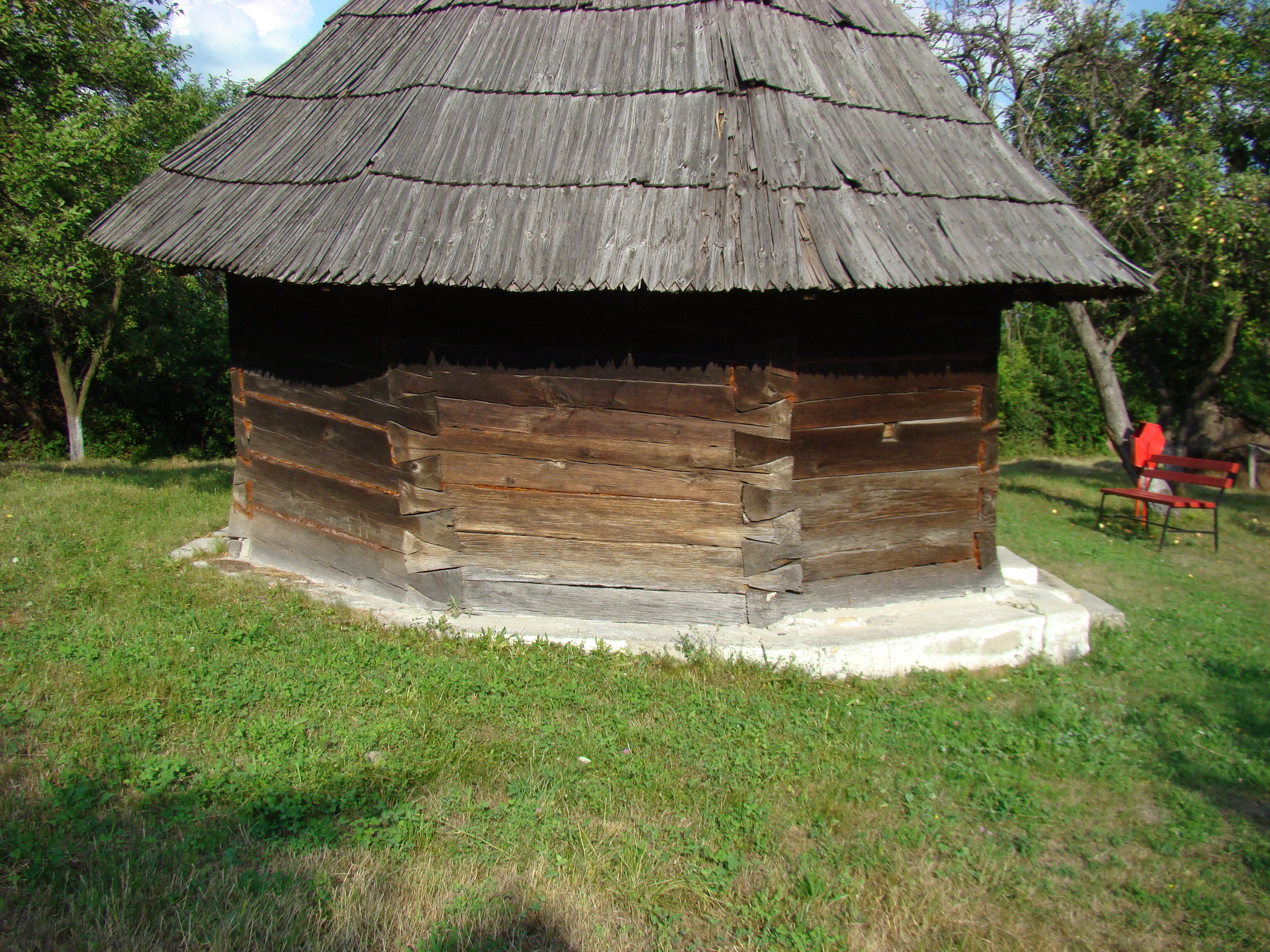
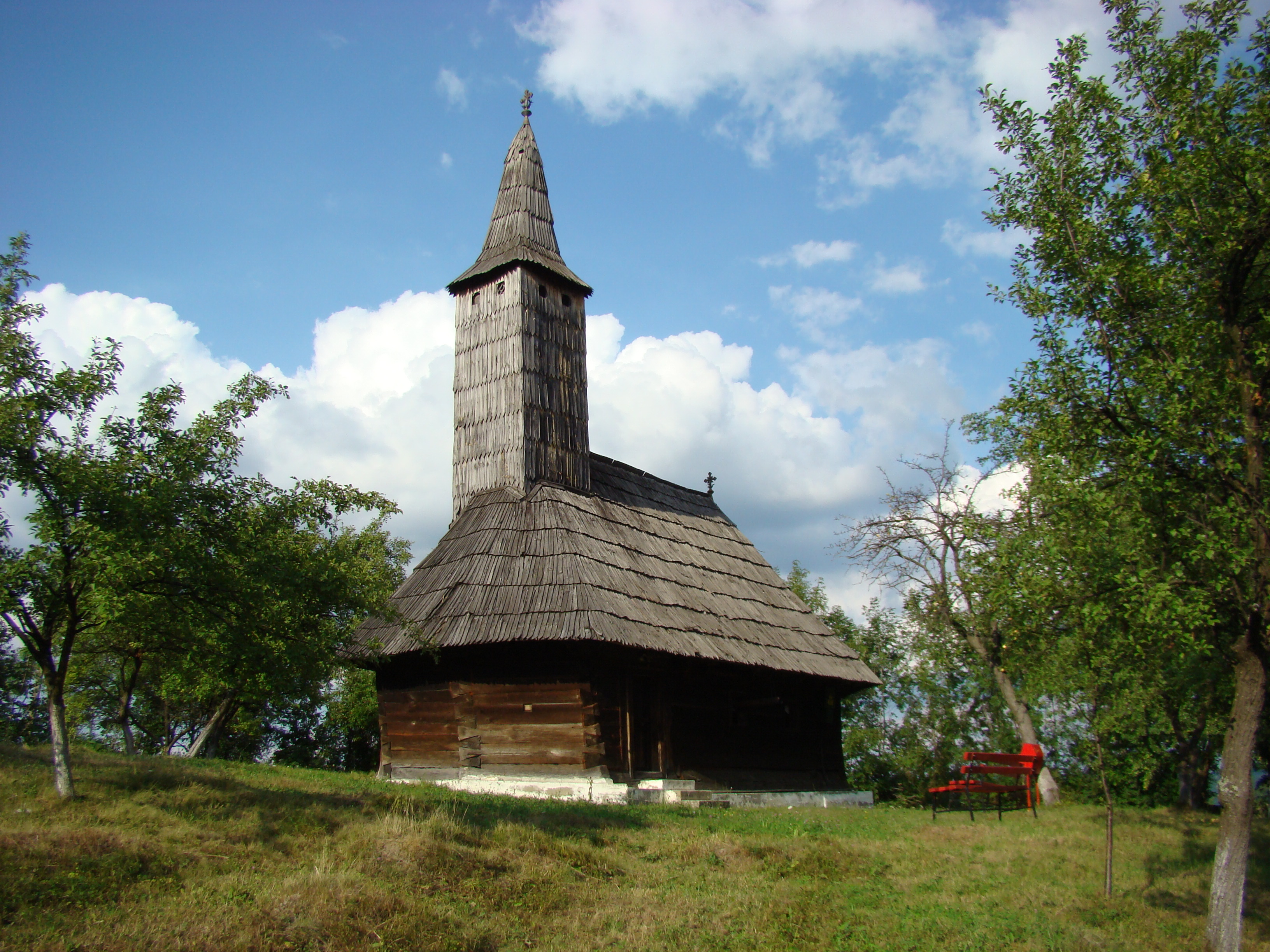
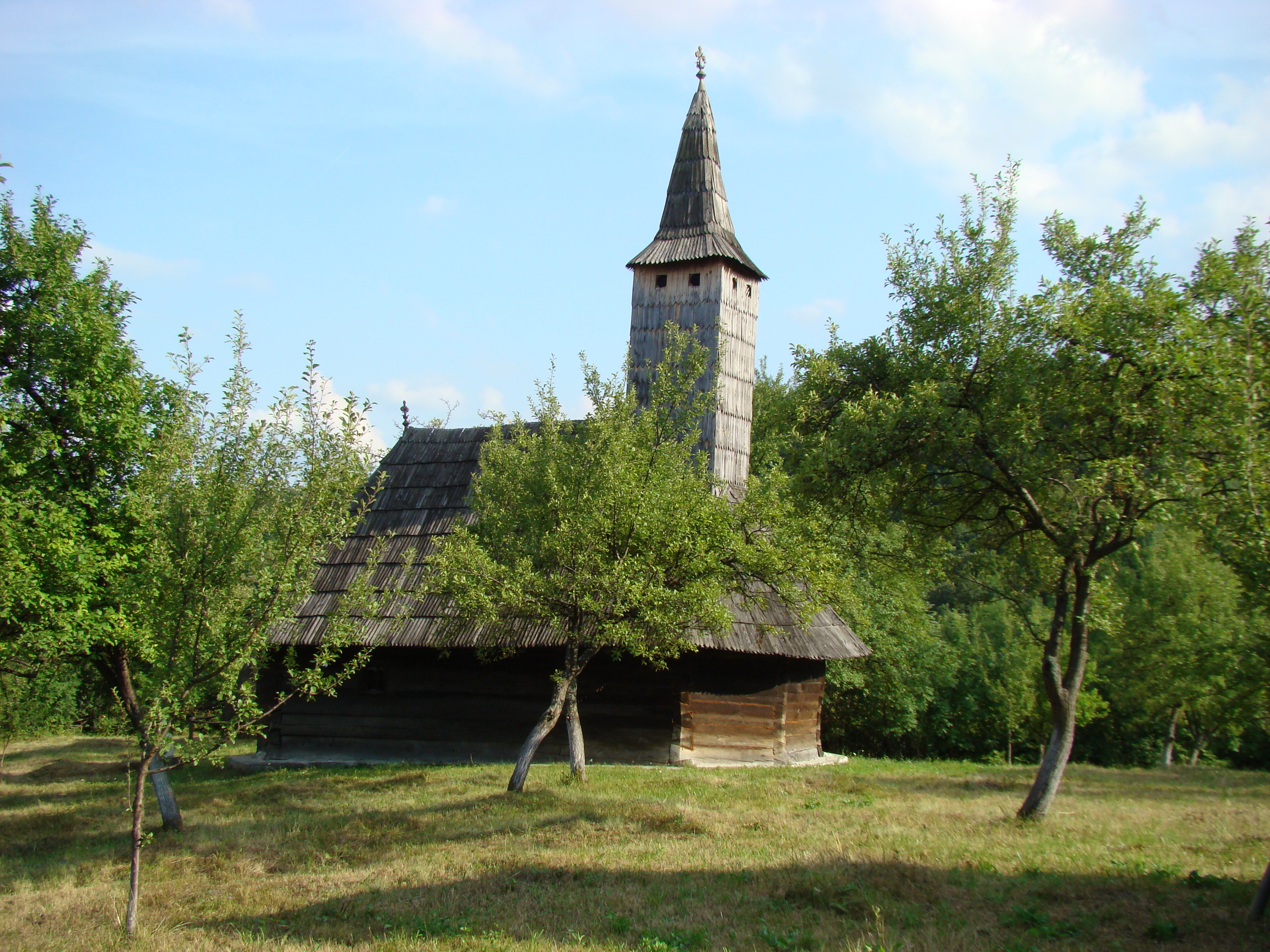
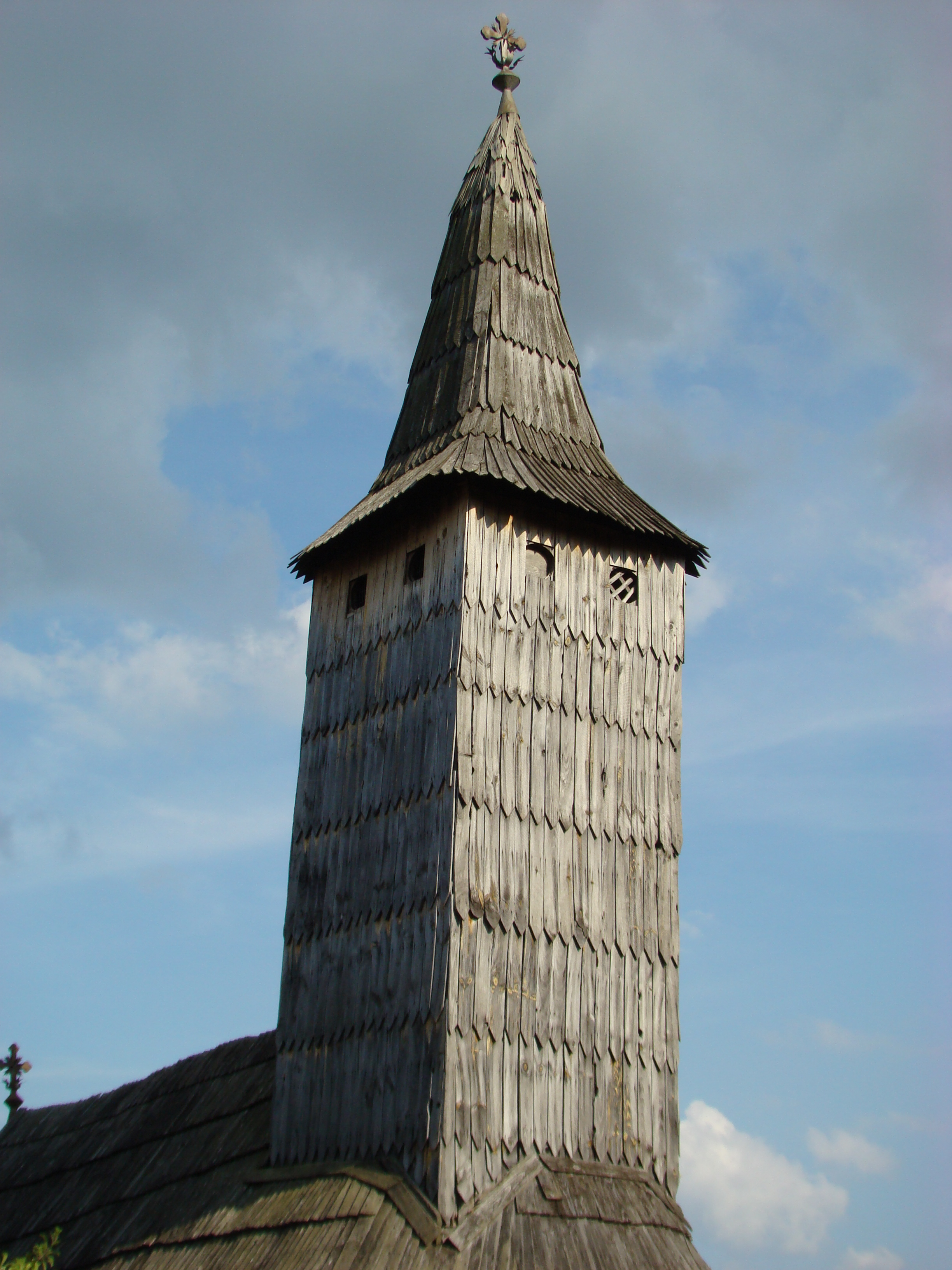
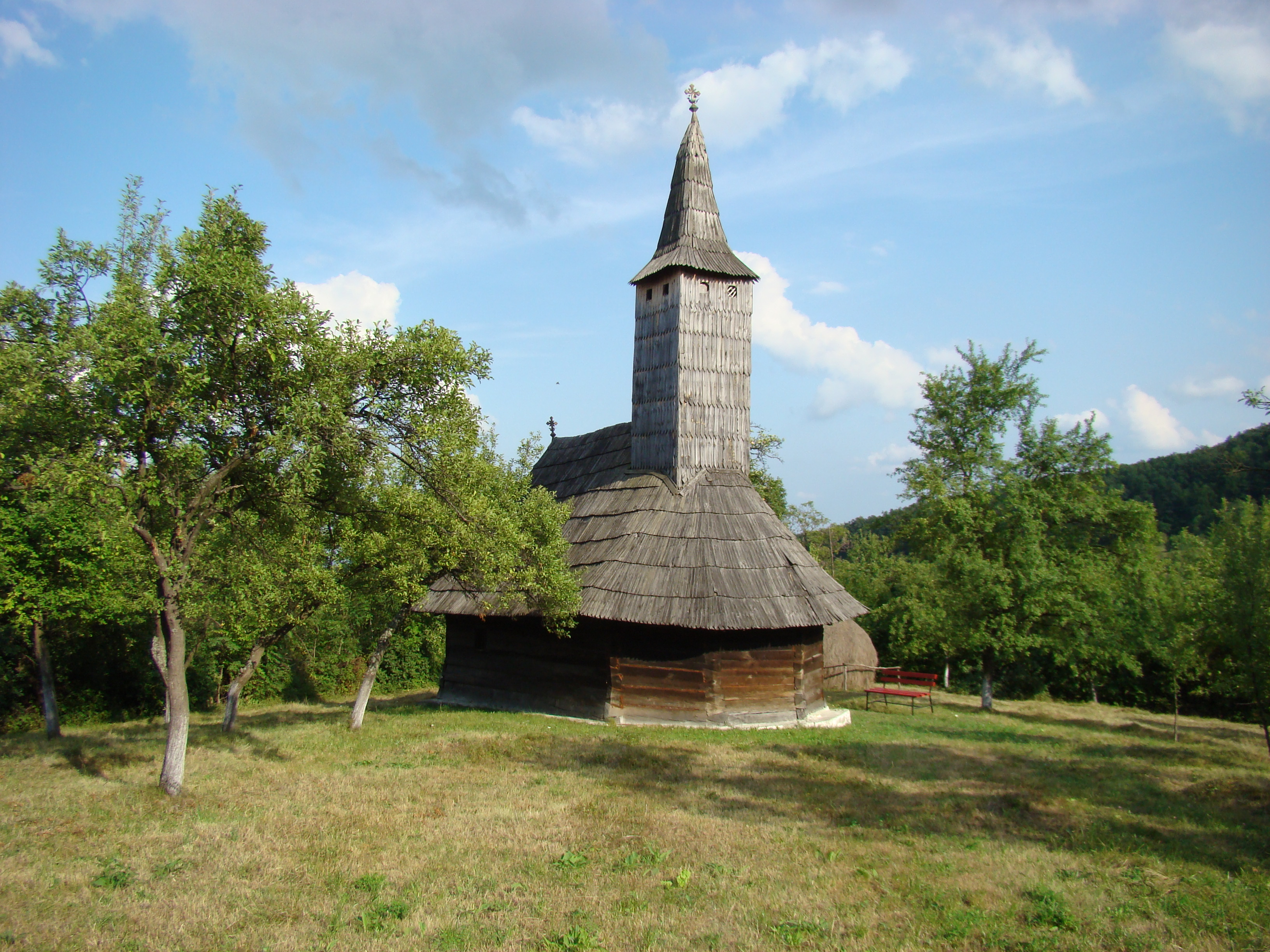

## Imagini din interior

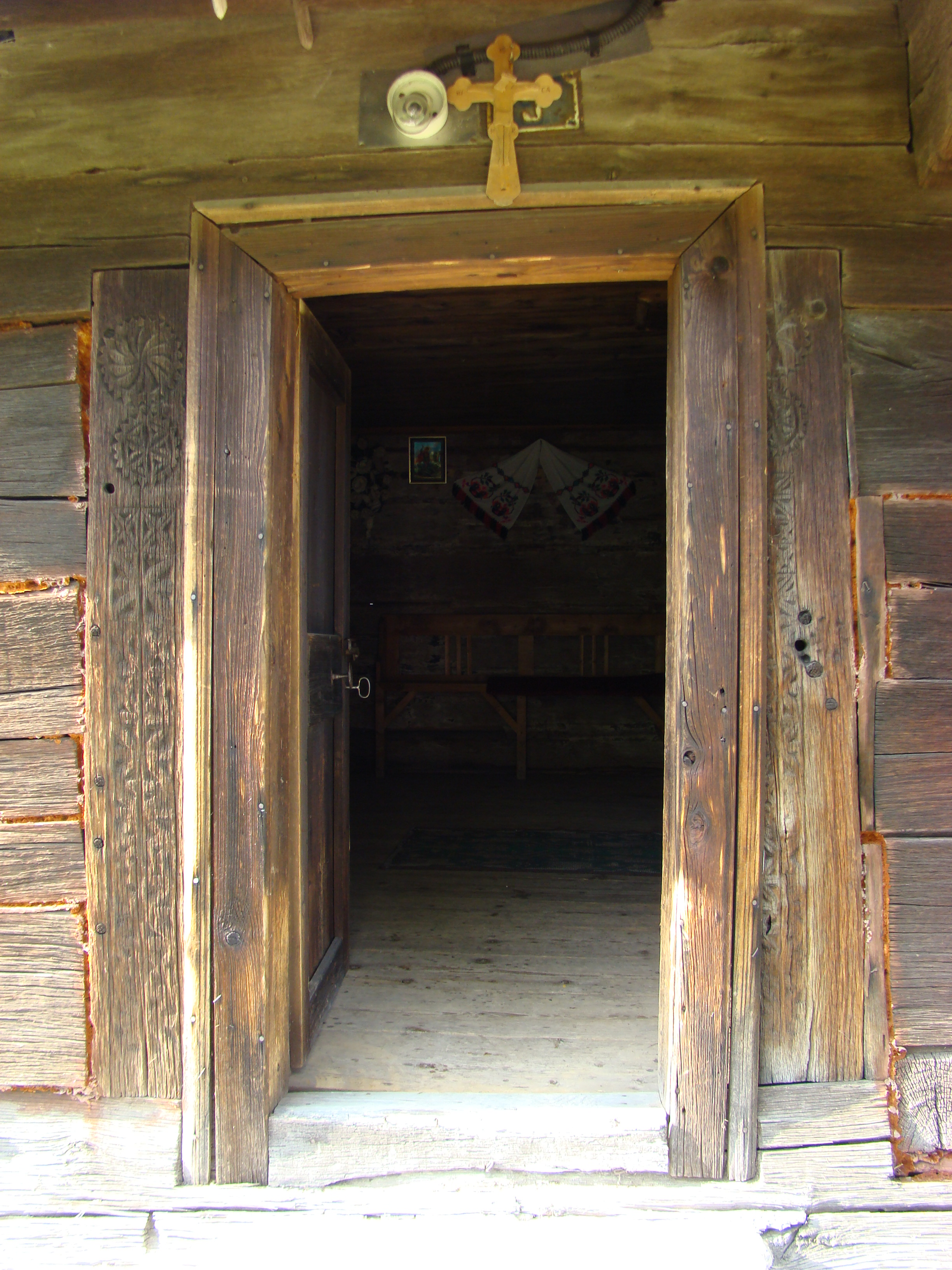
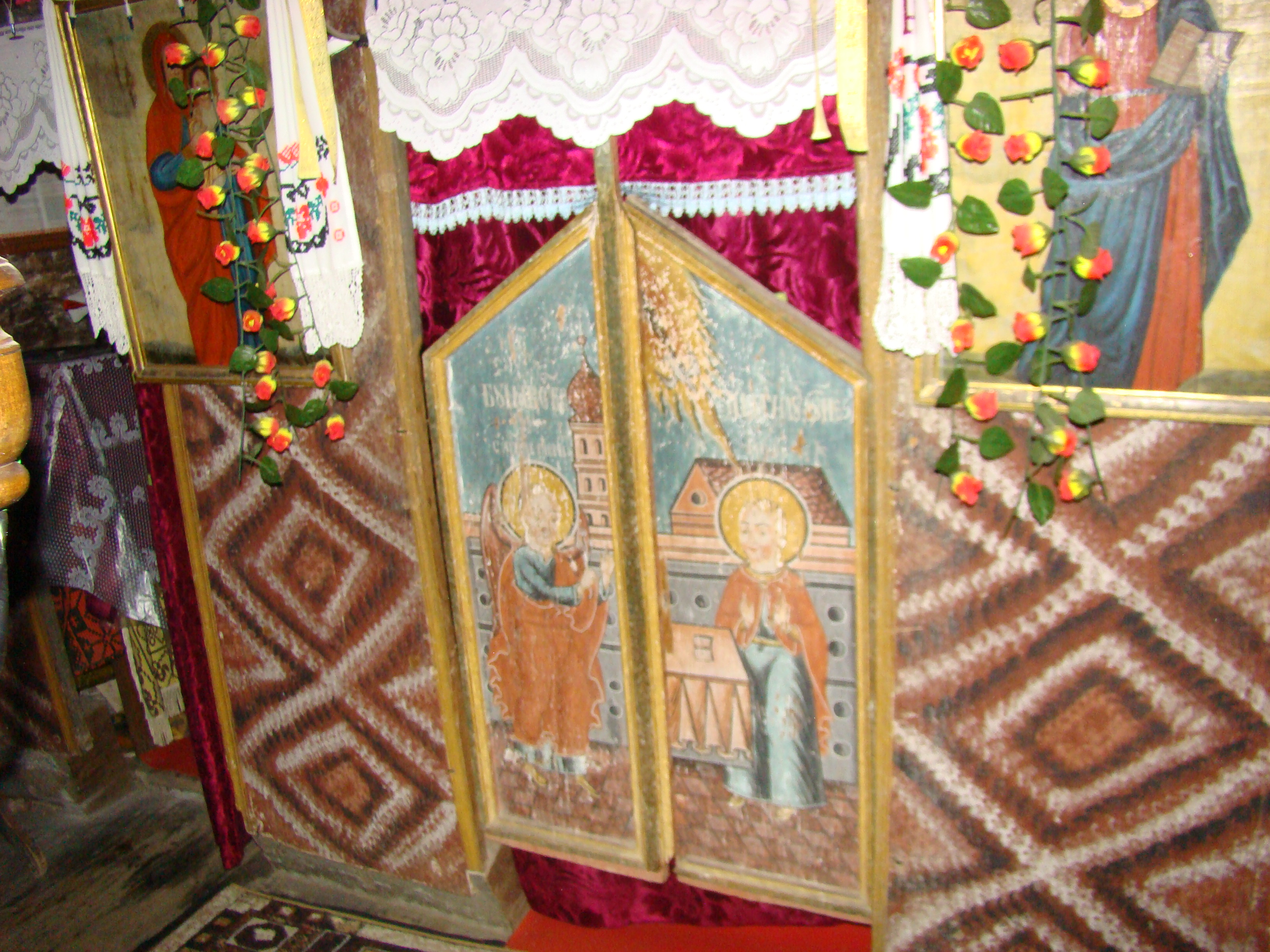
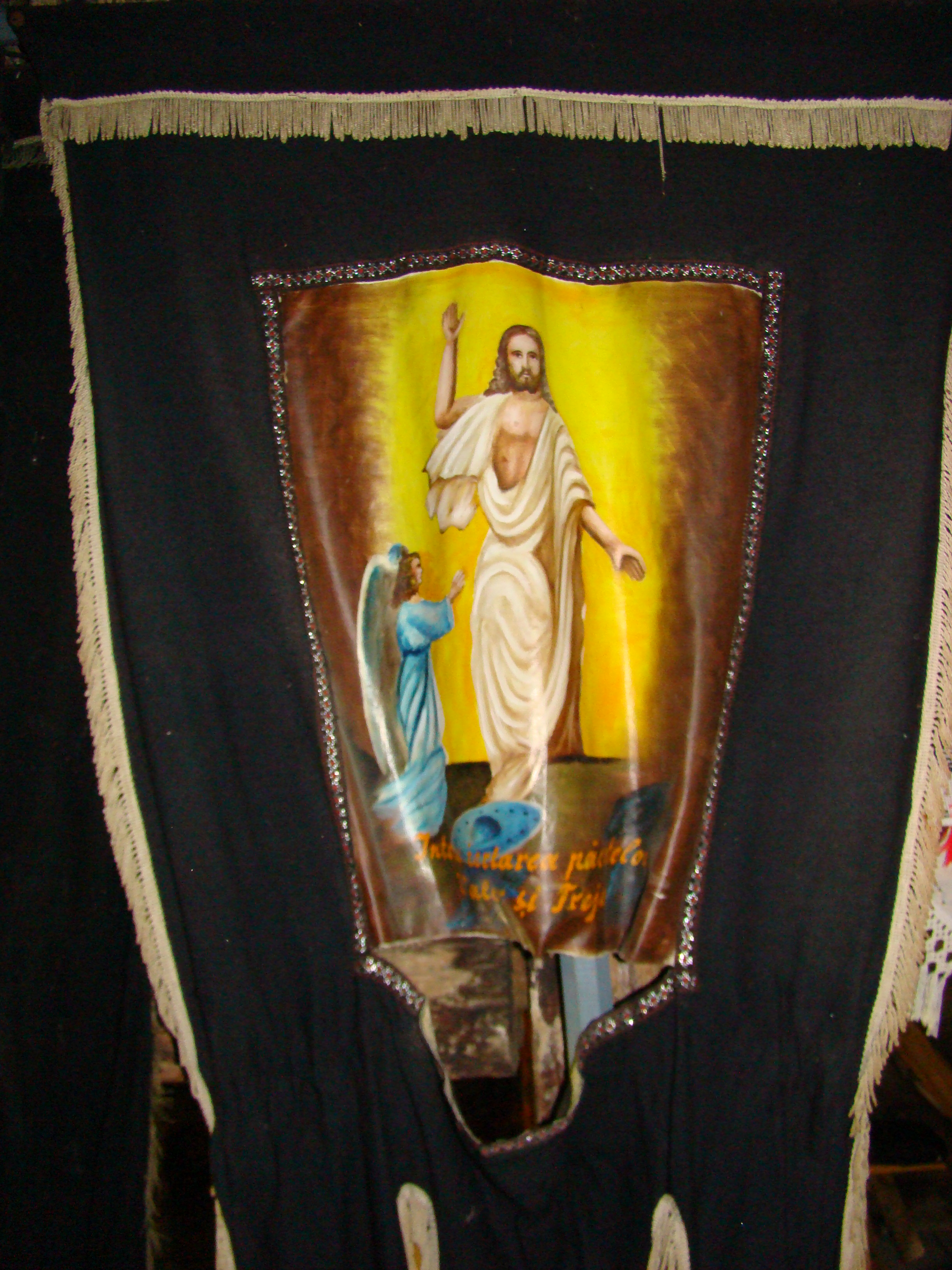
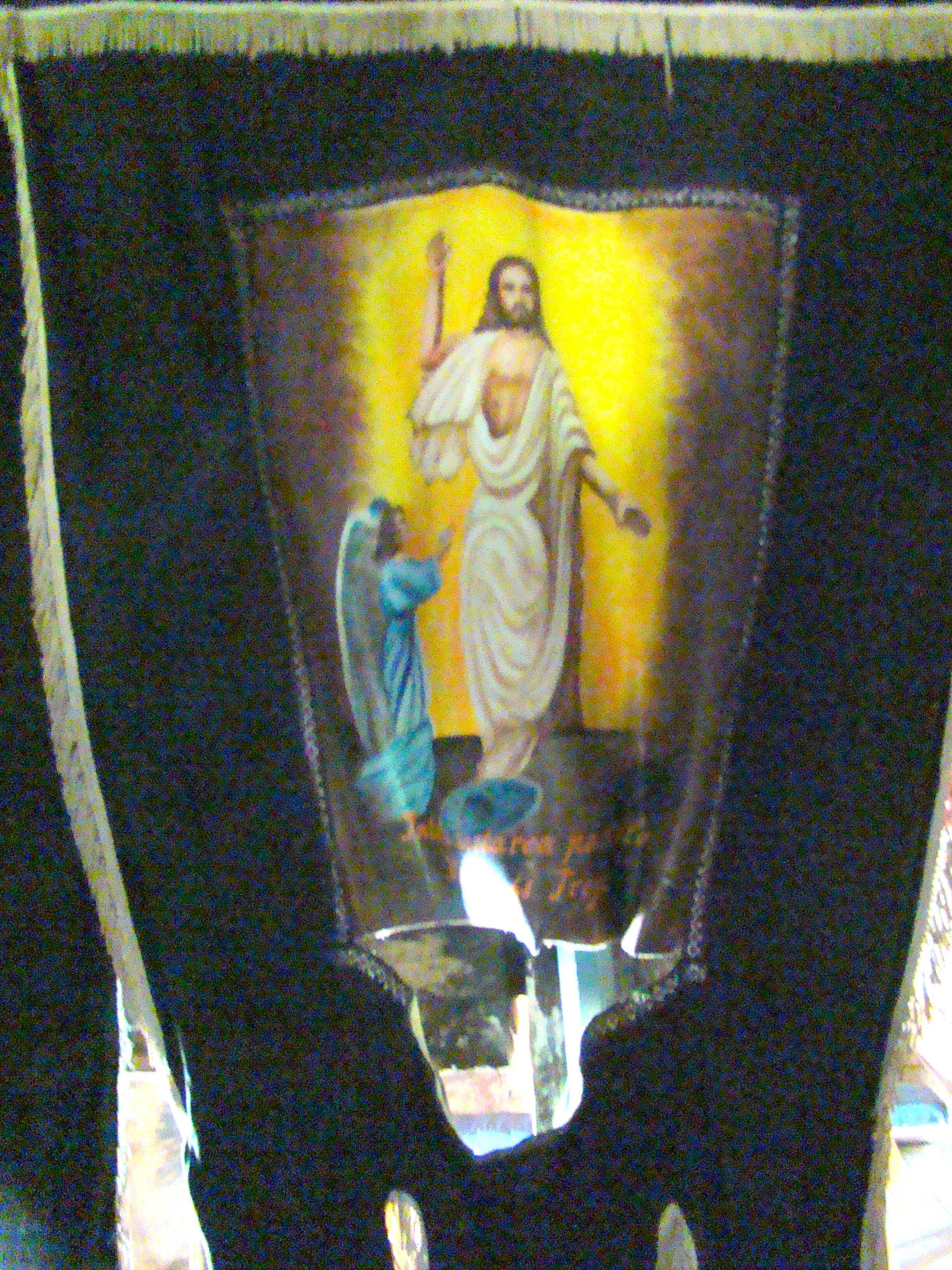
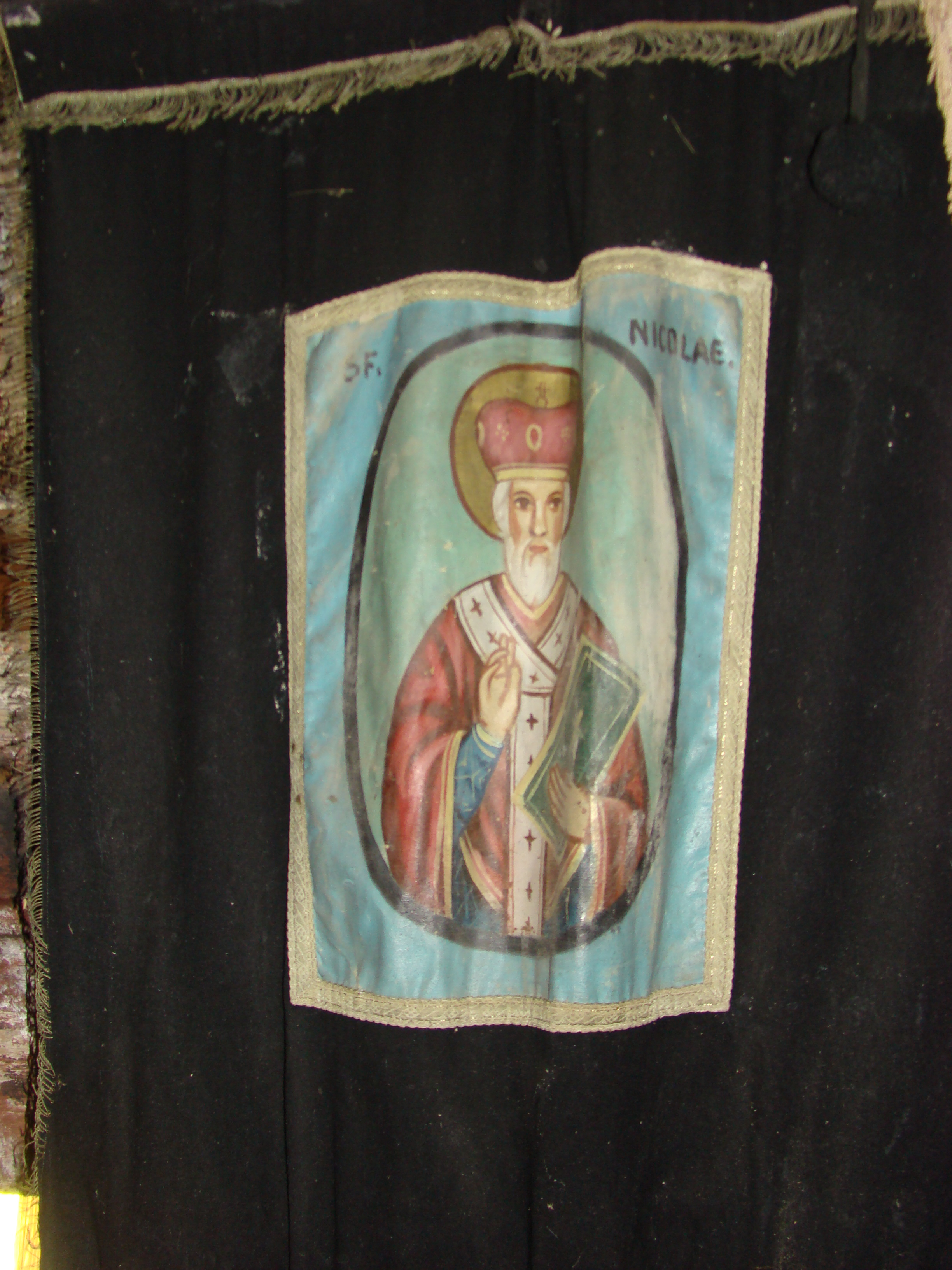
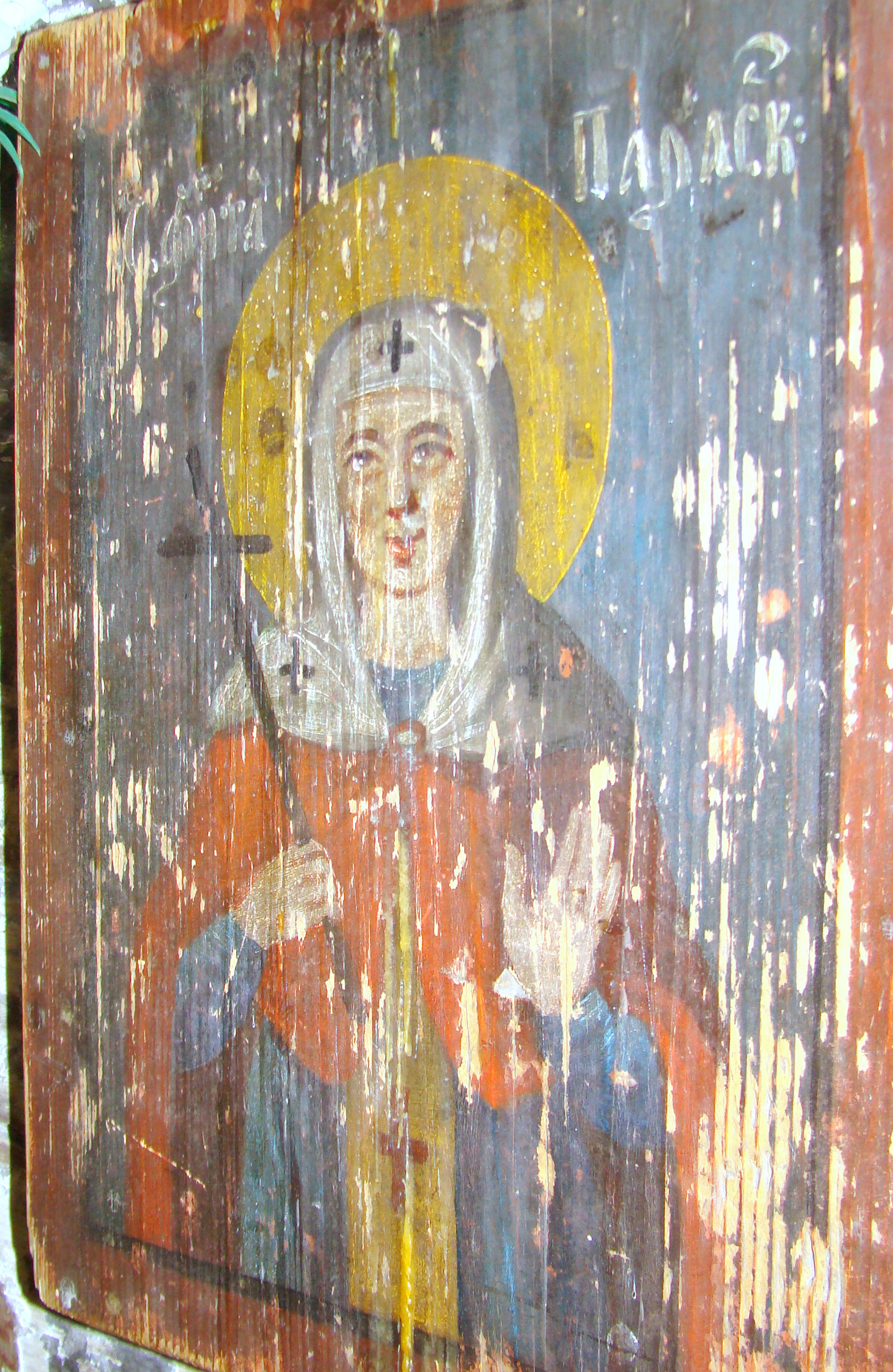
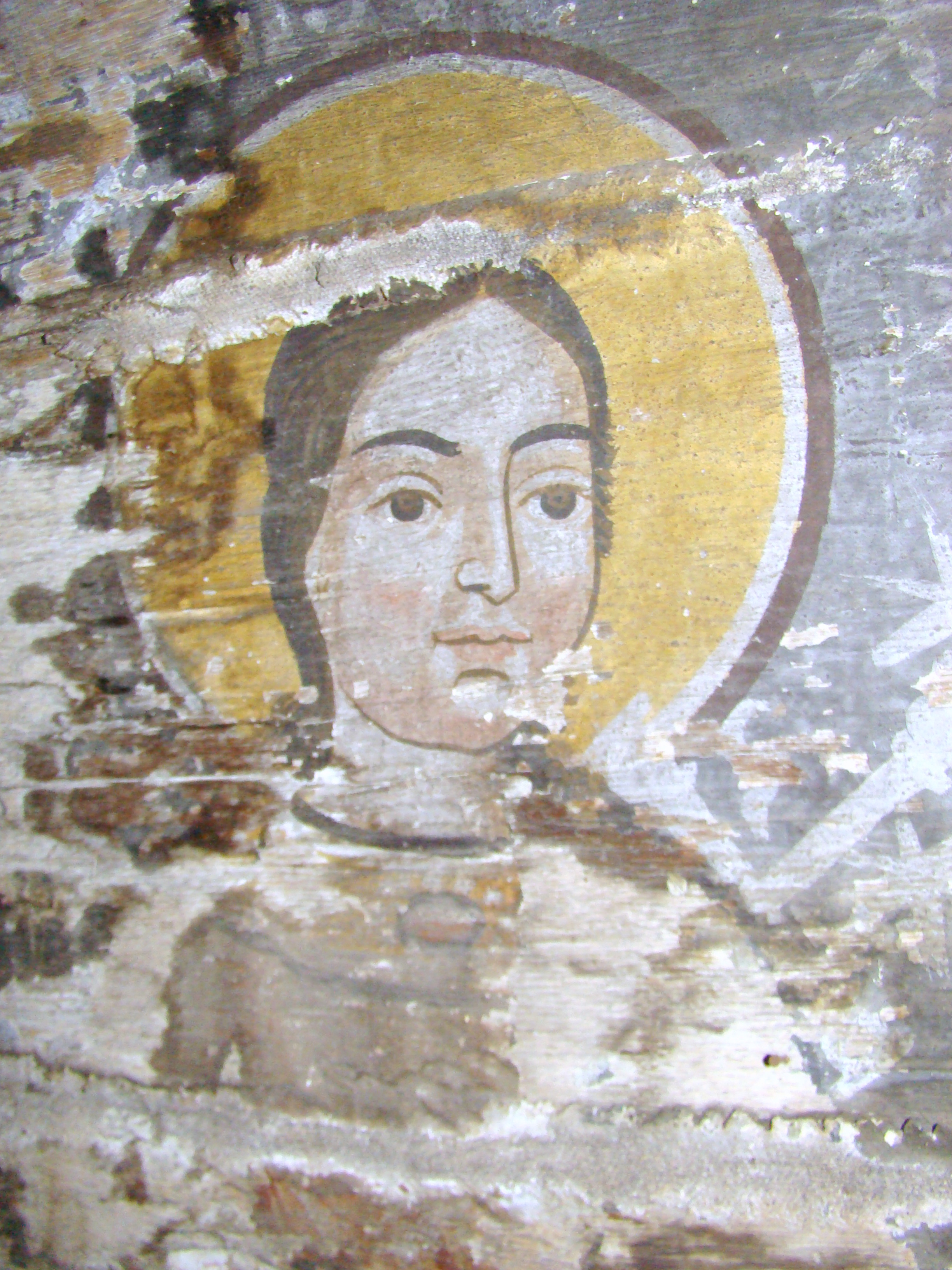
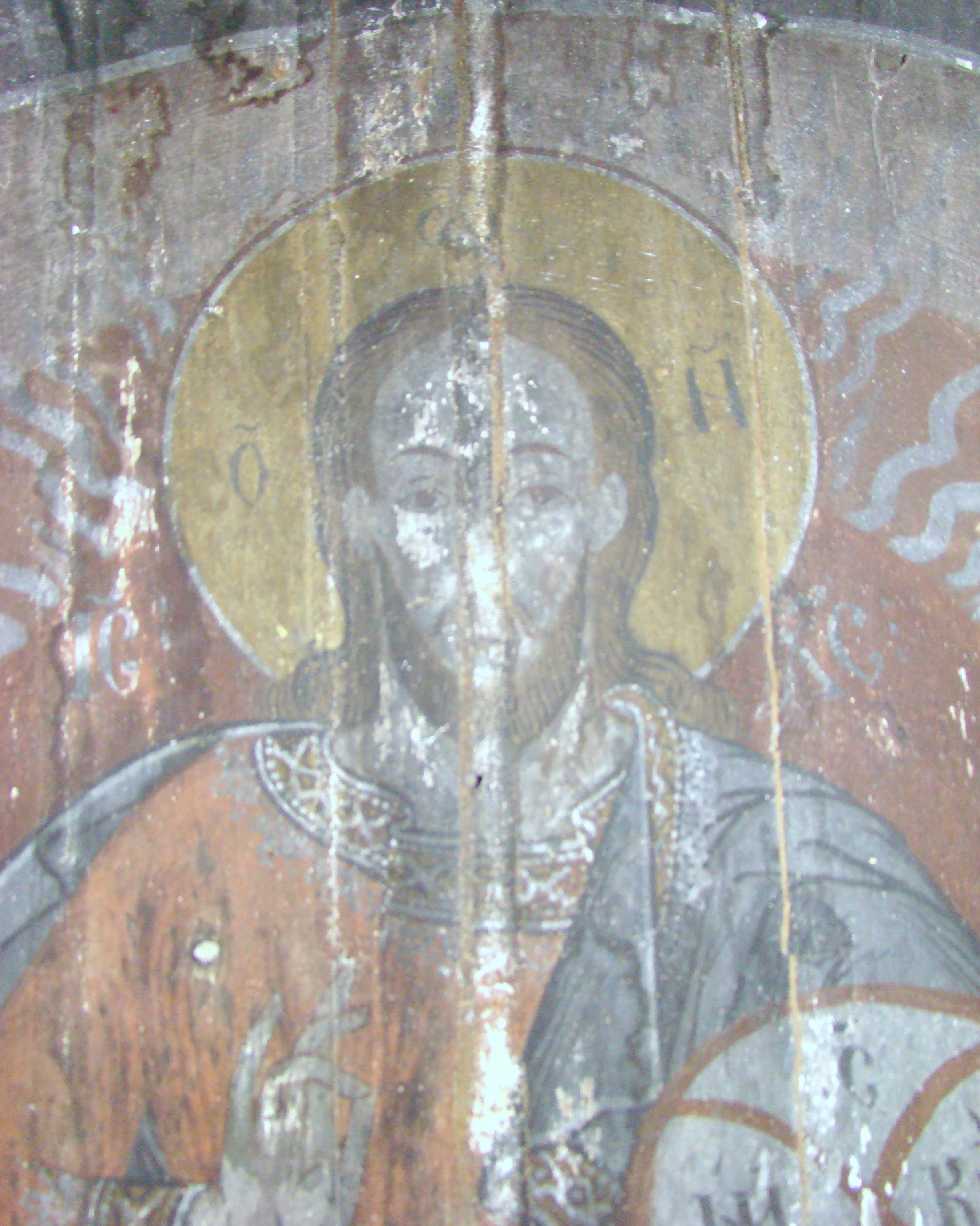
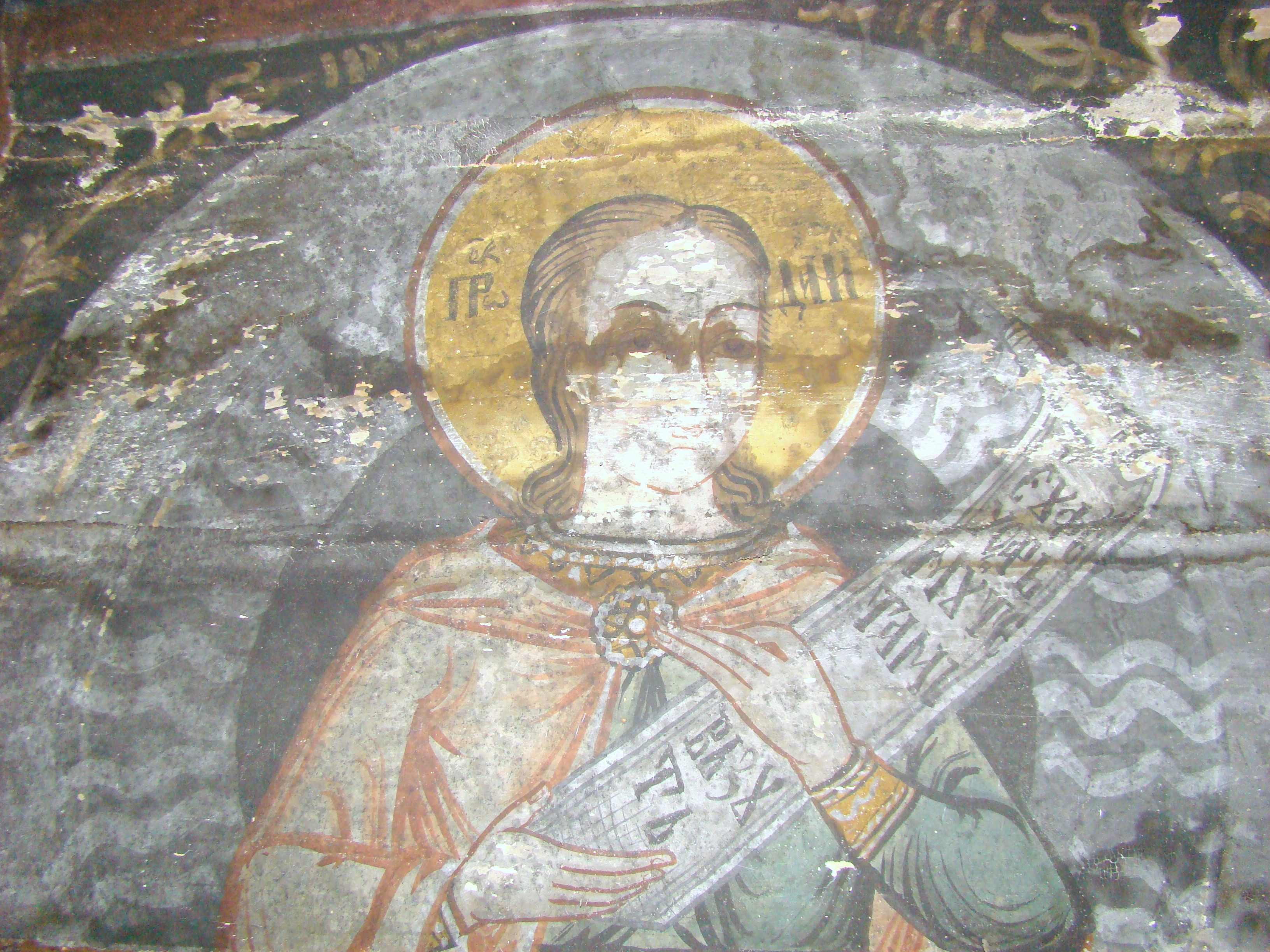
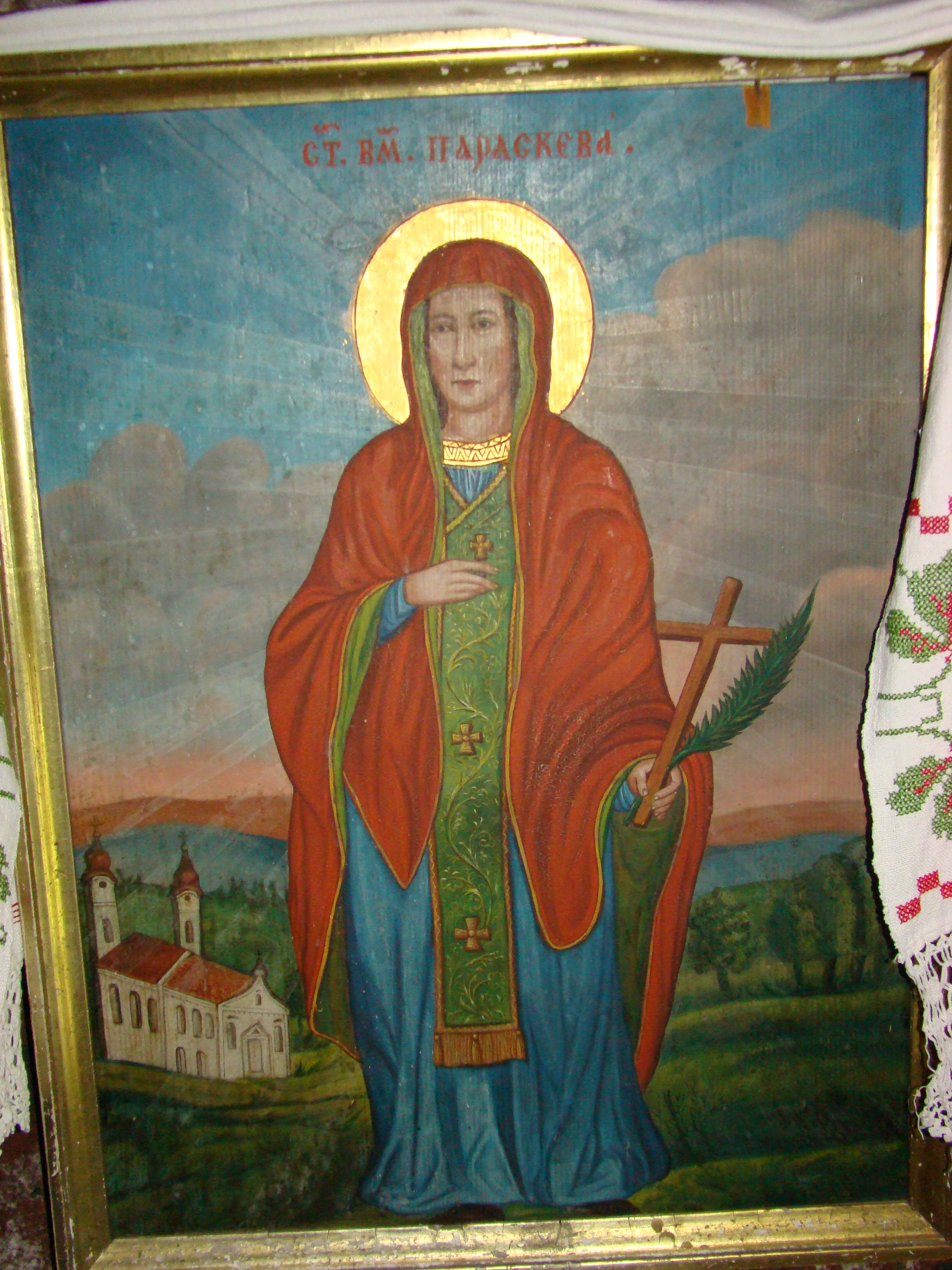
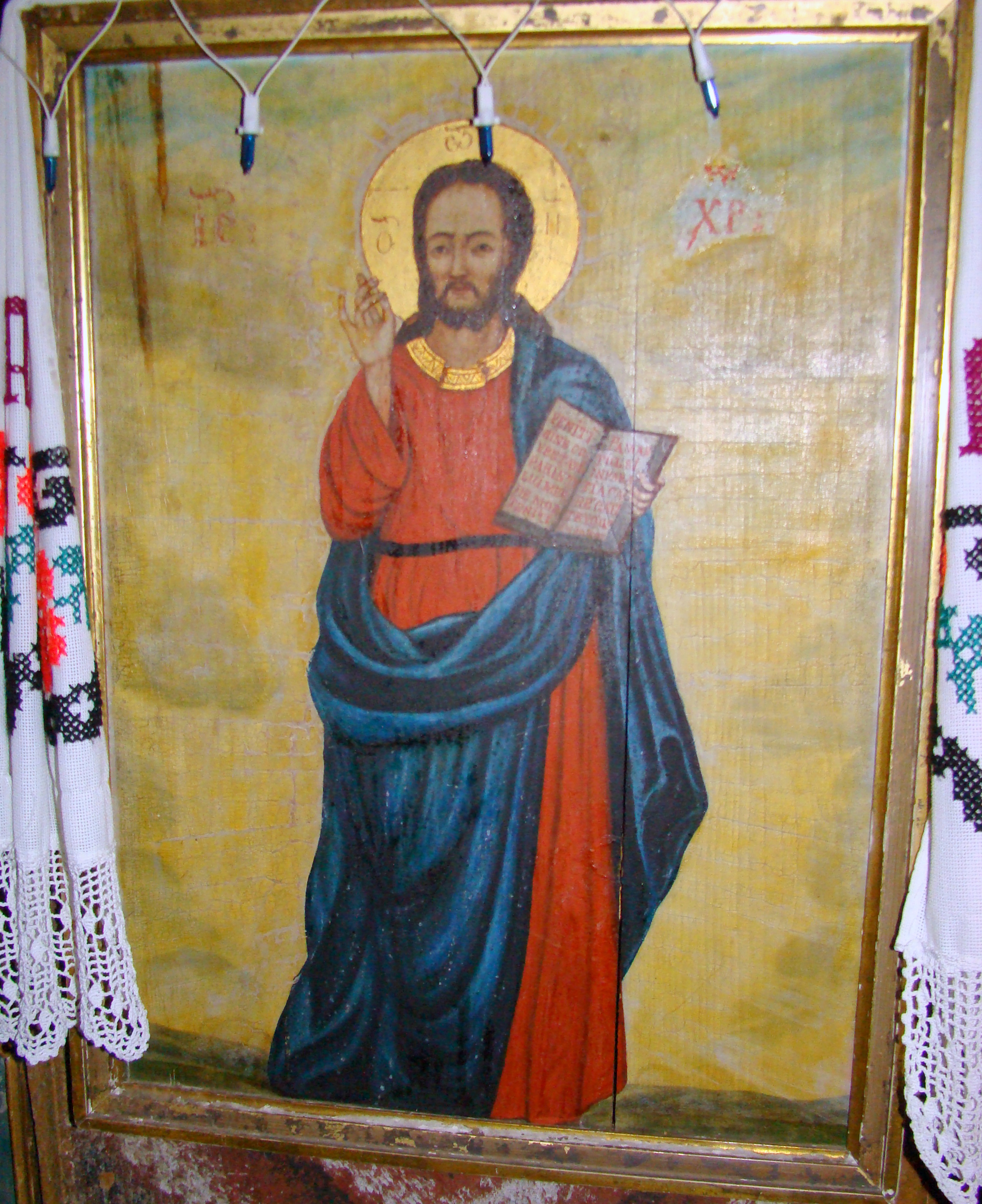
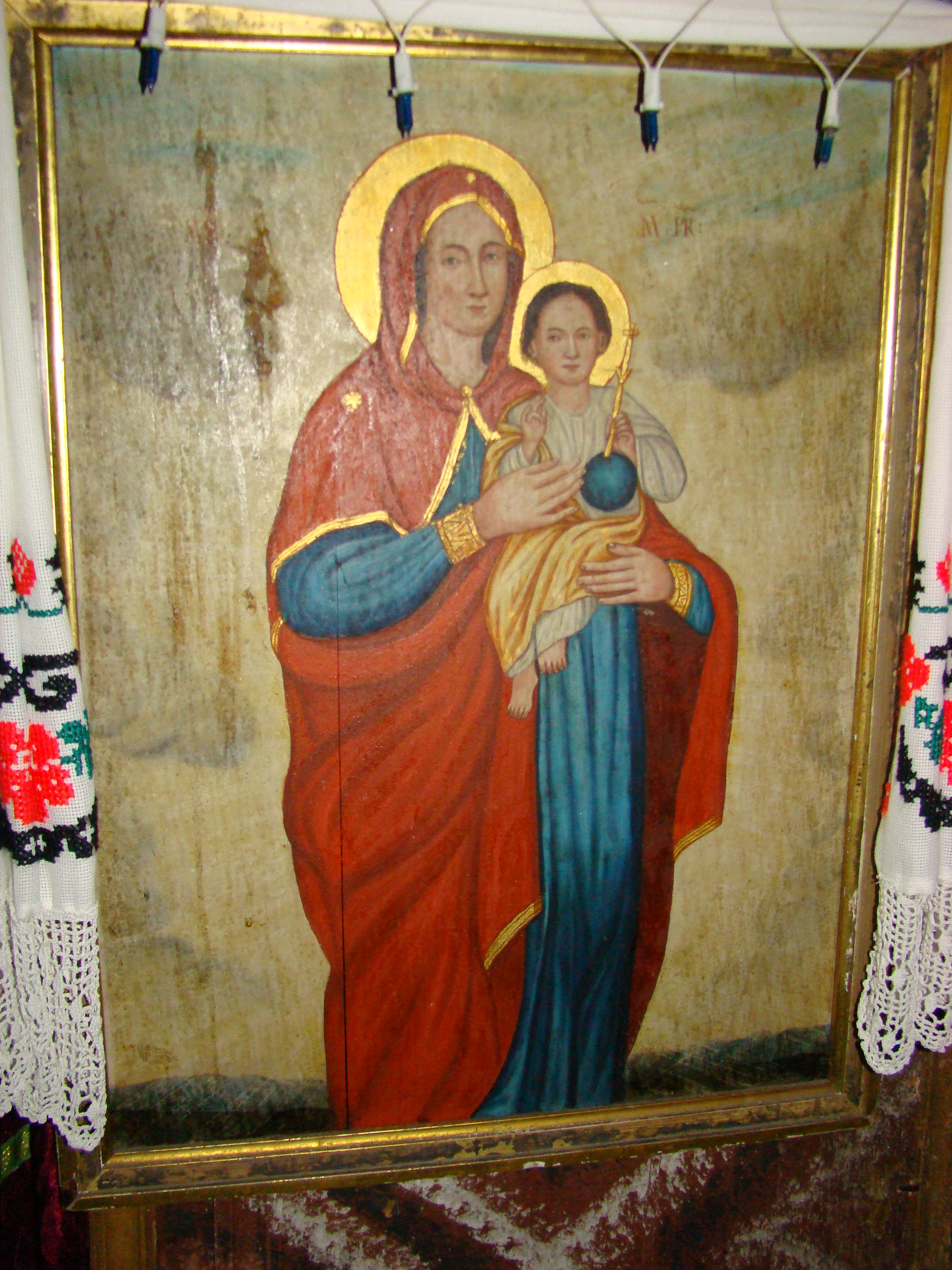
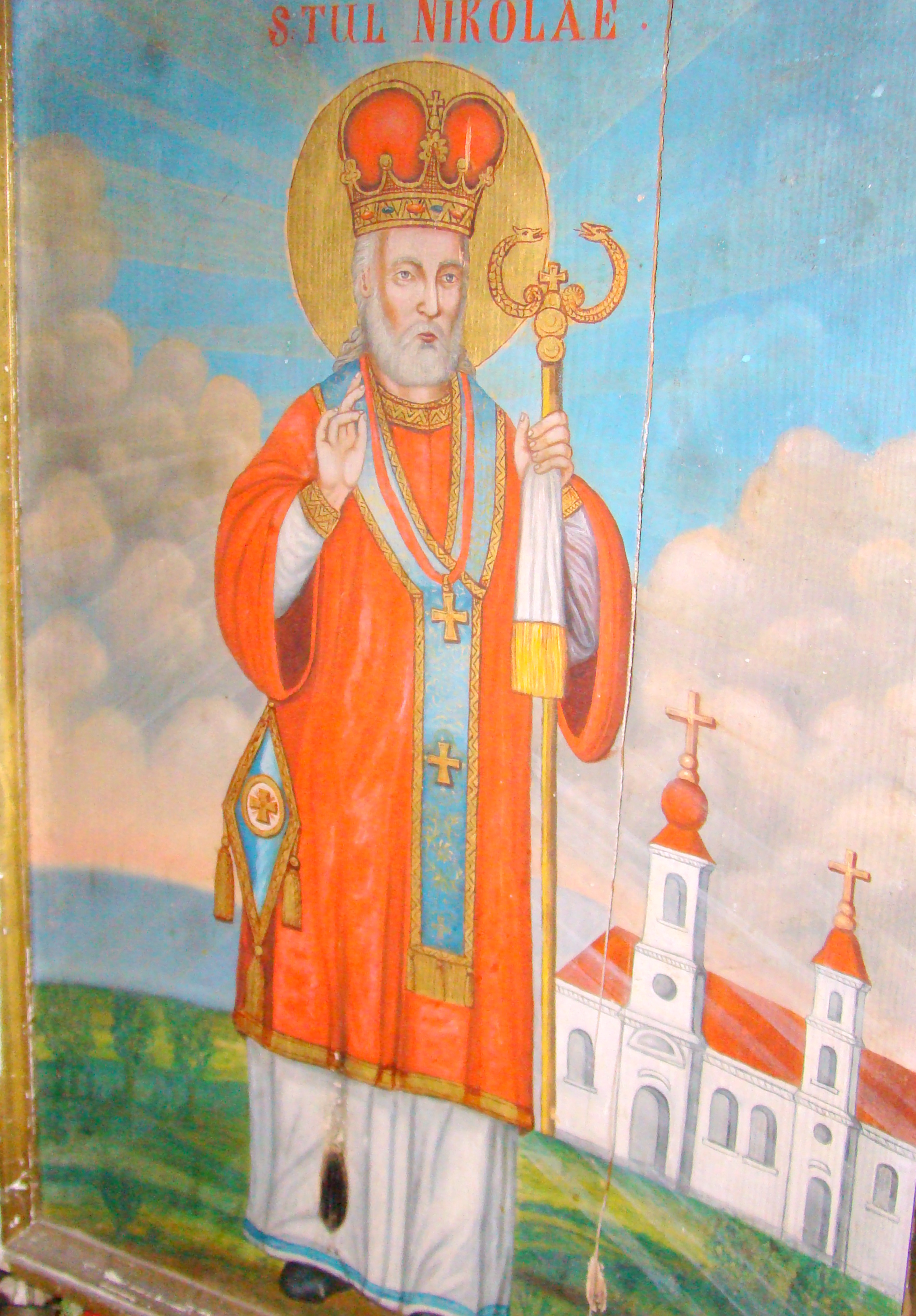
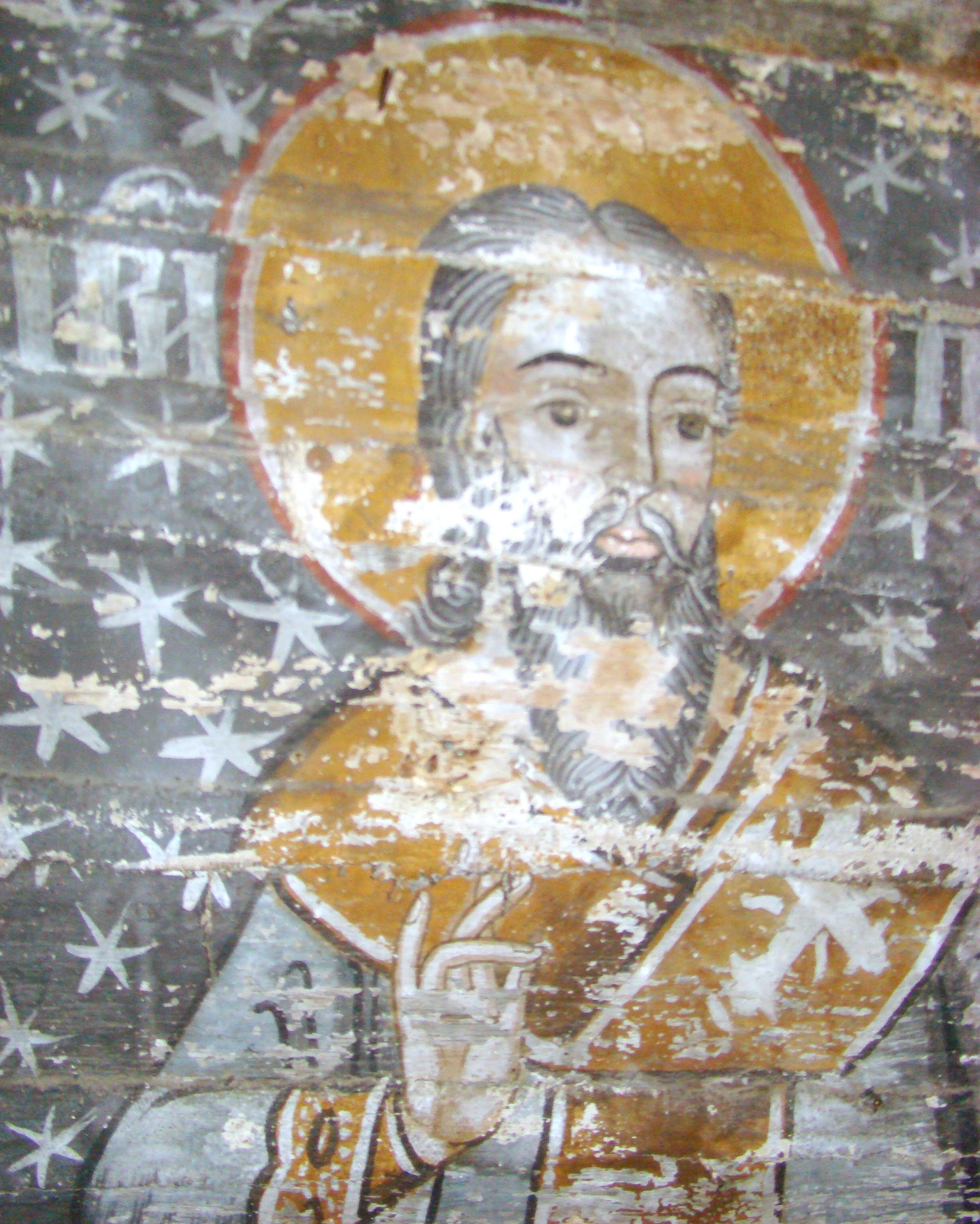
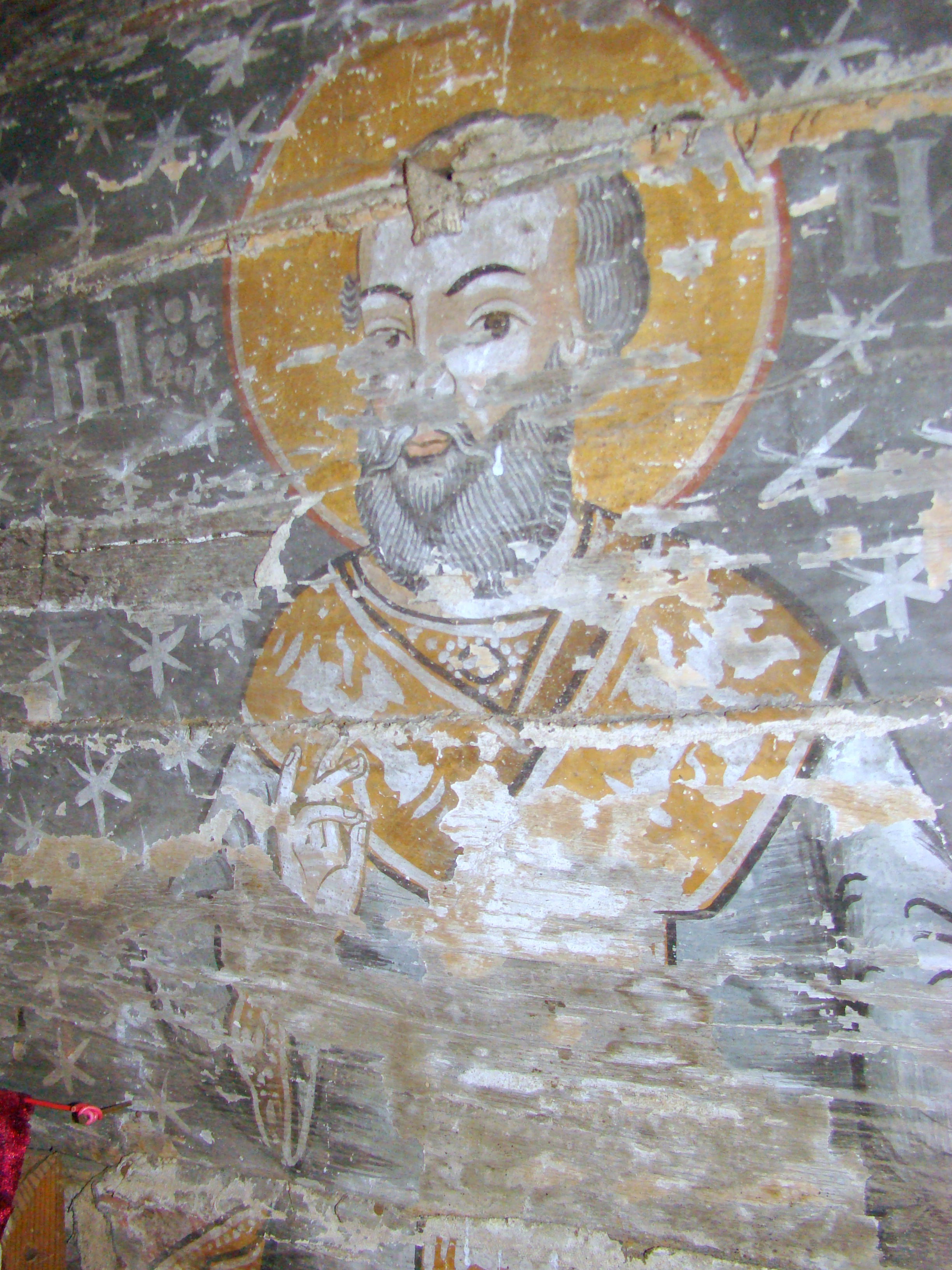